# Obyczajowość związana z małżeństwem

## Małżeństwo w Chinach

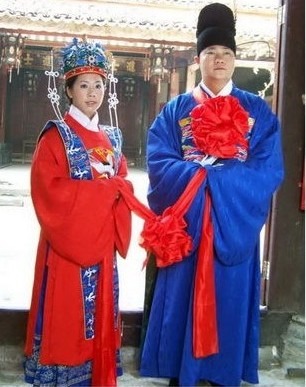
Chińska para podczas współczesnej ceremonii ślubnej dynastii Ming. Panna młoda tradycyjnie odziana w czerwień, nosi niebieskie nakrycie głowy, pan młody na przedzie przyozdobiony dużą czerwoną rozetką („kwiatem”).

Przez tysiące lat małżeństwo w Chinach było prywatną umową zawieraną między dwiema rodzinami i nierejestrowaną przez władze. Małżonkowie wybierani przez rodziców często oglądali się po raz pierwszy w dniu ślubu. Przy takim systemie zawierania małżeństw nie było miejsca na przedmałżeńską miłość.
Małżeństwa w starożytnych Chinach zasadniczo były poligamiczne. Zasadą utrzymania ich były dwa czynniki: tolerancja i surowe przestrzeganie formy zachowania zmuszające do wzajemnej grzeczności. Poligamia w Chinach była zjawiskiem o znacznie szerszej skali niż gdzie indziej i przetrwała o wiele dłużej niż w innych systemach kulturowo-cywilizacyjnych.
W rodzinie ukształtowanej według konfucjańskich zasad kobieta od dziecka podlegała dyskryminacji, zajmowała nierównoprawną, podrzędną pozycję. W tradycyjnym społeczeństwie chińskim istniały trzy możliwości rozwiązywania małżeństw (jedna z nich polegała na jednostronnej deklaracji rozwodu przez męża).
Rewolucja przemysłowa, polityczna i społeczna, która ogarnęła Chiny w pierwszej połowie XX wieku, doprowadziła do zasadniczych zmian w stosunkach rodzinnych. Znaczne zmiany obyczajowe zaszły w latach 50. XX wieku, po przejęciu władzy w Chinach kontynentalnych przez partię komunistyczną. W 1950 roku uchwalono nowe prawo małżeńskie które radykalnie zerwało z istniejącymi wcześniej patriarchalnymi tradycjami chińskich małżeństw.

## Małżeństwo w Indiach

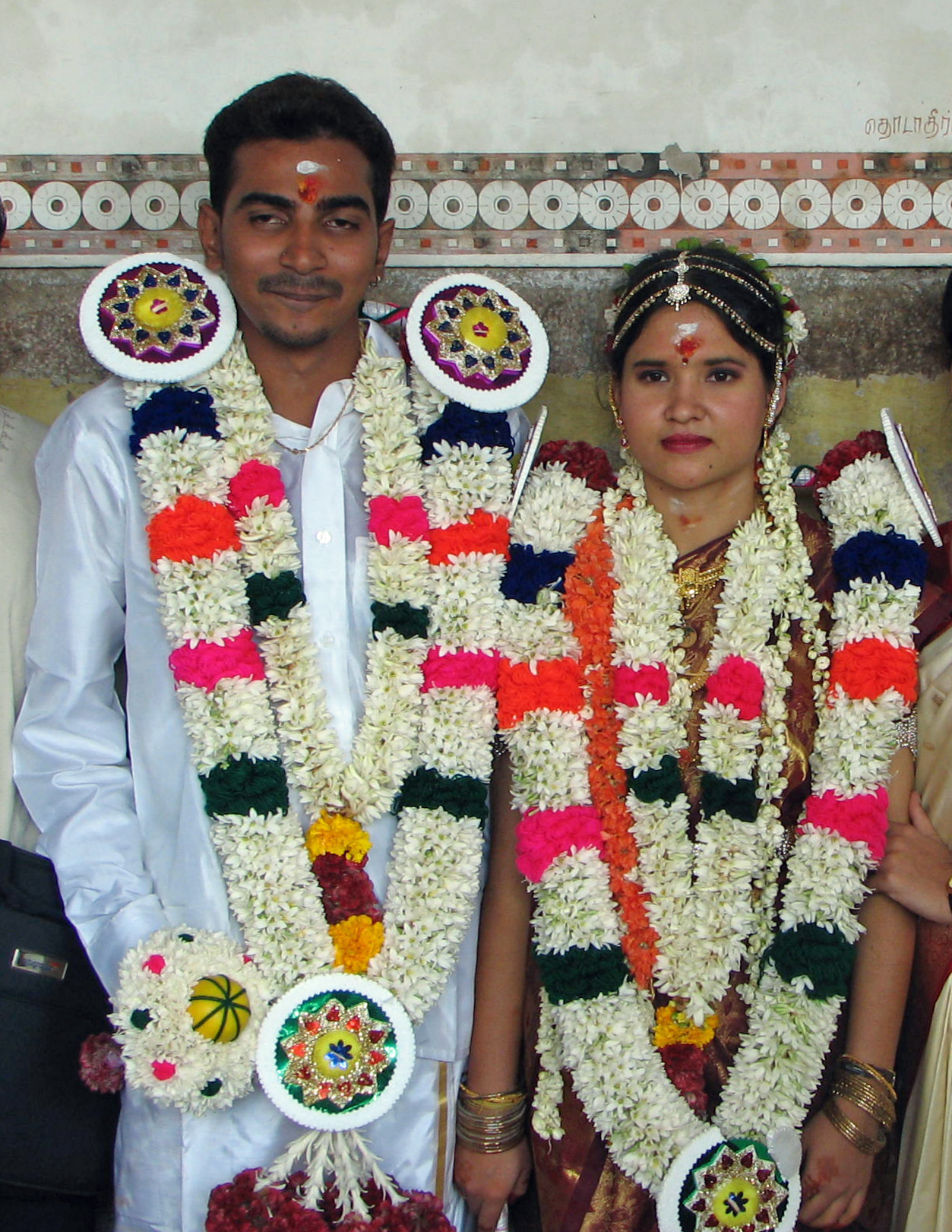
Współcześni nowożeńcy hinduscy, świątynia Madurai Meenakshi, stan Tamilnadu w Indiach

### Małżeństwo w hinduizmie
W starożytnych Indiach, jak podaje Joanna Żak-Bucholc, najdawniejsze ślady dotyczące form zawierania małżeństwa pochodzą z czasów kultury Indusu, które zachowały się w (późniejszych, gdyż samo pismo kultury Indusu nie zostało dotąd odczytane) księgach prawnych, wzmiankujących np. o formie małżeństwa zwanej gandharwa czy o zwyczaju swajamwara. Były one żywe na zachodzie Indii, czyli tam, gdzie Ariowie idący z północnego wschodu dotarli najpóźniej; tam, gdzie rozwinął się, niemający nic wspólnego z braminizmem, buddyzm i dźinizm; tam, gdzie przetrwały relikty z czasów cywilizacji Indusu.

„Ślub gandharva polegał na absolutnie dobrowolnej umowie, opartej wyłącznie na miłości między dwojgiem ludzi. Kobieta była tu równa mężczyźnie. A wszędzie tam, gdzie zachowały się ślady równości kobiet dopuszczalna było monogamia (nigdy zaś poligamia), dozwolony był rozwód, dzieci nie wchodziły automatycznie do rodu ojca, zaś osobistego majątku kobiety nie dziedziczył po jej śmierci mąż, lecz córka lub dalsza rodzina żony. Może jedną z najbardziej interesujących pozostałości po czasach, w których kobiety miały wysoki status społeczny i samodzielność jest wspomniana wyżej svajamvara. Zwyczaj ten sprowadzał się do tego, że to kobieta wybierała męża, (...) szukała go nieraz objeżdżając cały kraj

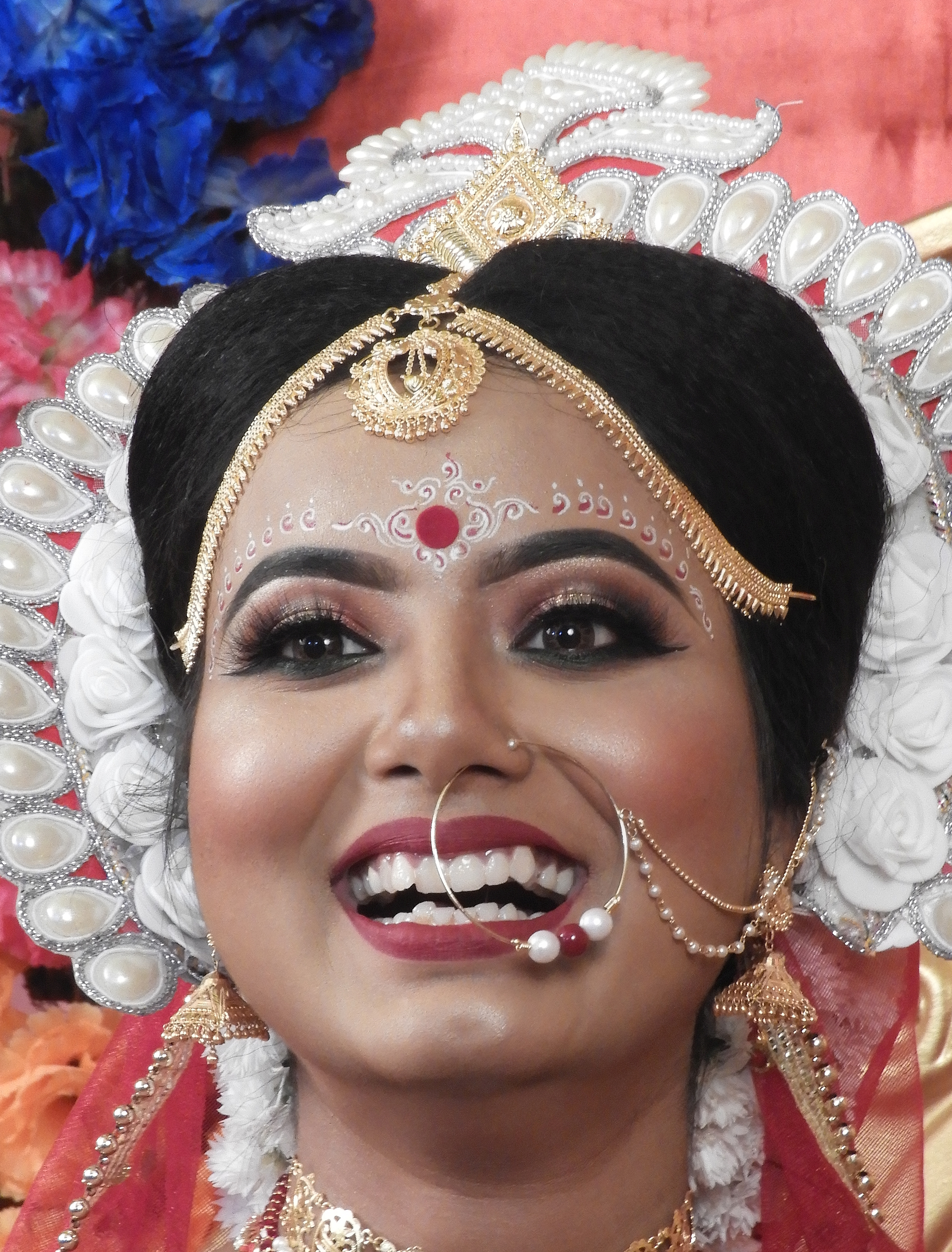
Panna młoda z Bengalu Zachodniego.

W następnym okresie dziejów starożytnych Indii małżeństwo zawarte na podstawie daru lub kupna było formą najczęstszą. W ceremonii zaślubin mąż ślubował żonie pobożność (dharma), bogactwo (artha) i rozkosz seksualną (kama).
Noc poślubna była poprzedzona ceremoniami świadczącymi o dużym szacunku dla żony oraz usiłowaniu przyzwyczajenia jej do siebie.
W okresie przed najazdami muzułmanów w Indiach można wyróżnić dziewięć typów związków małżeńskich:
- małżeństwa kanjadana:
  - brahma – małżeństwo uświęcone religijnym obrzędem. Ponieważ miało miejsce w społeczności partylinearnej i partylokalnej, koszt ceremonii zaślubin pokrywał głównie ojciec, a dziewczyna otrzymywała posag, który wraz z nią stawał się własnością rodziny męża. Często zdarzało się, że młodzi zawierający związek małżeński widzieli się po raz pierwszy, ponieważ małżeństwo było wynikiem porozumienia się dwóch rodów, a głównie ojców. Ponieważ było to w okresie, w którym dzieci stanowiły dużą wartość dla rodu, obowiązkiem ojca było wydanie córki za mąż jeszcze przed pierwszą menstruacją, aby dzieci mogły być przez kobietę jak najszybciej urodzone. Brahma nie była formą małżeństwa przez kupno, lecz raczej formą daru rodu, z którego pochodziła kobieta, dla rodu do którego wchodziła. Istota tego daru wymagała w przyszłości odwzajemnienia się darem innej kobiety, przyjaźnią i współpracą. Małżeństwo to było nierozerwalne, gdyż sakralizacja związku sprawiała, że jego trwałość gwarantowali bogowie.
  - dajwa – było to małżeństwo polegające na ofiarowaniu córki przez ojca kapłanowi, który odprawiał ofiary w jego domu. Był to dar nie wymagający odwzajemnienia się wartościami ziemskimi.
  - arsza – była formą małżeństwa opartego na darze w zamian za symboliczny dar. Ród męża ofiarowywał za kobietę zapłatę symboliczną w postaci byka i krowy, a kobieta nie otrzymywała posagu.
  - pradźapatja – praktykowana najczęściej w rodzinach ubogich. Było to nawiązanie powinowactwa między dwoma rodami bez żadnych obciążeń materialnych.
- małżeństwa adharmja:
  - gandharwa – to forma małżeństwa zawieranego potajemnie, polegającego na złożeniu sobie przyrzeczenia przez mężczyznę i kobietę. Nosiła ona cechy małżeństwa z rabunku, gdyż okradała obydwie rodziny z pewnego bogactwa.
  - asura – była typową formą małżeństwa przez kupno. Kobieta była odpowiednio wyceniona i po zapłaceniu ceny jej rodzinie stawała się własnością męża.
  - rakszasa – była formą małżeństwa przez porwanie. Był to sposób zdobycia żony bez posagu, bez symbolicznego daru za nią, bez zapłaty oraz bez rytualnego zawarcia małżeństwa.
  - paiśaća, pisiaća[potrzebny przypis] – była w zasadzie nie formą małżeństwa, lecz raczej formą społecznego uznania faktu spółkowania z kobietą nietrzeźwą, śpiącą lub nie posiadającą pełni władz umysłowych.
- swaramwara – dokonanie wyboru przyszłego męża przez dziewczynę, opsywane w literaturze dharmaśastr i dziełach późniejszych.

W kulturze indyjskiej istniał zwyczaj palenia na stosie wdowy wraz ze zwłokami jej męża (zwany Sati (co sanskrycie znaczy dobra żona). Podtrzymywaniem jego była zainteresowana kasta kapłańska, gdyż dotyczył jedynie kasty wyższej, a majętność spalonych przechodziła w ręce kapłańskie. Palenie wdów znane było już ok. 2000 r. p.n.e., ale nigdy nie objęło całych Indii. Przypadki palenia wdów znane były jeszcze w XIX w., i to po zakazie stosowania tego obyczaju wydanym przez Anglików w 1829 r.

### Buddyzm
Buddyzm zabraniał zawierania małżeństw między krewnymi do VI stopnia, a więc surowo zabraniał kazirodztwa. Gdy małżeństwo było bezdzietne, gdy mąż był bezpłodny, przepisy zezwalały na użycie pomocnika w płodzeniu.

### Islam
Głównie pod wpływem islamu w Indiach upowszechniła się poligynia. Powstałe haremy indyjskie nosiły nazwę purdah. W Kaszmirze, odwrotnie, znane były małżeństwa poliandryczne. Kobieta posiadająca kilku mężów nie była jednak ich władczynią, lecz robotnicą.

## Małżeństwo w Japonii

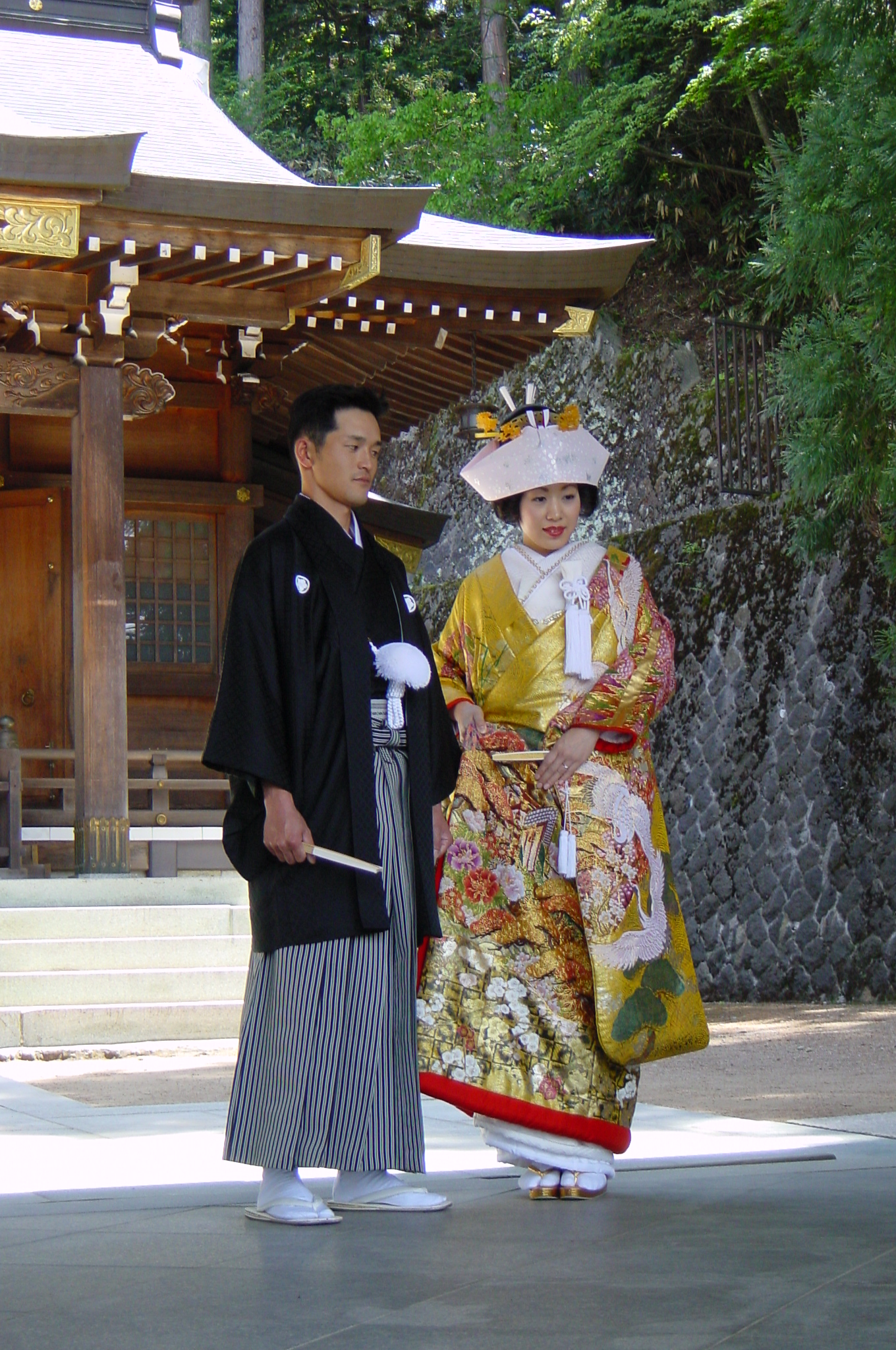
Japońska para podczas współczesnej ceremonii ślubnej w Takayama, prefektura Gifu

Początki małżeństwa w Japonii dotyczą historii zaślubin mitologicznej pary, a mianowicie Izanagiego oraz Izanami. Tych dwoje było w mitologii pierwszą parą małżeńską i z tej racji twórcy mitu opisanego w kronice dworskiej Koijki przypisali im ustalenie rytuału, którego źródeł powinniśmy poszukiwać w jeszcze „prymitywnym” społeczeństwie japońskim. A zaczęło się to tak: boska para zbudowała chatę, a w jej środku ustawiła wbitą włócznię. Izanagi obszedł włócznię z jednej strony, zaś jego wybranka z drugiej. Kiedy stanęli twarzą w twarz, Izanami nie mogła powstrzymać się od wyrażenia zachwytu, za co została surowo skarcona. Zgodnie z rytuałem pan młody powinien jako pierwszy przemówić. Demiurgowie ponowili rytuał zaślubin. Izanagi ponownie obszedł włócznię, Izanami również, każde z innej strony. Gdy spotkali się, przyszły pan młody wykrzyknął „Ach, jaka śliczna dziewica!” i było to prawidłowe, zgodne z rytuałem odezwanie. Młoda para została, więc legalnie sobie poślubiona i mogła skonsumować swoje małżeństwo.
Dla Japończyków największym nieszczęściem jakie mogło spotkać mężczyznę, było niepozostawienie po sobie spadkobiercy (majątek przechodził wówczas w obce ręce i nie miał kto czcić jego przodków). Duże znaczenie miała przy tym także płeć dziecka bo tylko syn zachowywał nazwisko rodowe – w innym przypadku rodzina „wymierała”. Dlatego w dawnej Japonii zawarcie małżeństwa i posiadanie potomstwa było obowiązkiem wobec społeczeństwa i rodziny. Obowiązek ten Japończyk stawiał wyżej niż własne potrzeby erotyczne, które mógł zaspokajać z konkubiną lub poza małżeństwem. Małżeństwo będące spełnieniem obowiązku niewiele miało wspólnego z seksem czy miłością. Może jednak właśnie dlatego było ono w Japonii bardziej trwałe niż w jakimkolwiek innym kraju.
W Japonii, podobnie jak we wszystkich krajach Wschodu, stosunki płciowe między młodymi chłopcami i dziewczętami były na porządku dziennym i miały uczulać na bodźce ze strony płci odmiennej i odciągać od działań masturbacyjnych.
Małżeństwa w Kraju Kwitnącej Wiśni były zwyczajowo aranżowane przez rodziców (miłość czy własne decyzje kobiety i mężczyzny nie odgrywały więc tu istotnej roli). W niektórych rejonach przez długi czas utrzymywał się obyczaj porywania narzeczonej – koledzy narzeczonego porywali wybrankę z ulicy, wieczorem zaś odbywały się zaślubiny. Później zwyczaj ten przyjął charakter jedynie symboliczny – rodzice wcześniej godzili się na „porwanie” córki. W okresie narzeczeńskim kandydata na męża często poddawano próbom silnej woli i wstrzemięźliwości seksualnej trwającym kilka tygodni. Przychodził on do domu narzeczonej, spał z nią w jednym pokoju, ale nie wolno mu było zbliżyć się do niej. Gdy rodzice byli zadowoleni z próby, pozwalali mu córkę pojąć za żonę.
Małżeństwa japońskie prawie nigdy nie mieszkały same, lecz z całą rodziną, przy czym teściowa komenderowała żoną syna jak służącą. Właśnie rodzice mieli o wiele większą rangę niż żona. Jeśli żona nie podobała się matce to na jej życzenie Japończyk się rozwodził, nawet gdy kochał żonę lub była z nim w ciąży (po porodzie ciężarnej wraz ze swoją matką zabierał jej niemowlę).
Pierwsze miejsce w życiu tradycyjnie wychowywanej Japonki zajmował mężczyzna. Za dwie największe cnoty Japonki uchodziły wierność i posłuszeństwo wobec męża. Mimo że prawie żaden Japończyk nie był żonie wierny seksualnie, rzadko zdarzało się, aby niewierna była również żona. Zazdrość była oceniana prawie jak przestępstwo. Już od najmłodszych lat grożono dziewczynie, że zamieni się w smoka jeśli będzie zazdrosna o męża. W niektórych regionach istniał zwyczaj, zgodnie z którym starzejąca się żona wybierała mężowi młodą konkubinę, która była traktowana jako żona oboczna. Im młodsza i piękniejsza była żona oboczna, tym więcej szacunku zyskiwała żona. Znaczna większość Japończyków, o ile pozwalały mu na to zarobki, miewała oprócz żony przyjaciółkę i wcale tego nie ukrywano. Nierzadko mąż sprowadzał przyjaciółkę do domu jako kochankę. Żona nie była o to zazdrosna, gdyż jej pozycja pani domu, mogącej komenderować kochanką nie była zagrożona. Jeśli kochanka urodziła dziecko, mówiło ono do żony ojca matko. Żona i kochanka żyły czasem w przyjaźni. Gdy mąż utrzymywał stosunki seksualne pozamałżeńskie i nie oferował żonie w zakresie życia seksualnego zbyt wiele często pozostawało jej jedynie zaspokojenie seksualne w wyniku masturbacji.
Kobieta była bezsilna, jeśli mąż domagał się rozwodu, ale wnioskowanie przez kobietę o rozwód nie było akceptowane społecznie. Zgodnie z dawną tradycją, japoński mężczyzna po rozwiedzeniu się z żoną, aby utrzymać dobrą opinię wśród otoczenia, mógł ją potem adoptować jako córkę. Wówczas jego dzieci z tą żoną stawały się jego wnuczkami. Do czasów współczesnych rozwiedziona kobieta miała niską pozycję społeczną, niechętnie przyjmowano ją do pracy, nie miała żadnych praw do majątku, który zwiększył się w czasie małżeństwa (z wyjątkiem tego, który sama wniosła lub powstał w wyniku wspólnej pracy małżeństwa). Japończyk uznawał za hańbę, gdy o rozwód zwróciła się jednostronnie żona co często skutkowało też „terrorem” wobec żony ze strony rodziny męża.
Po drugiej wojnie światowej kobiety w Japonii formalnie uzyskały równouprawnienie i rozpoczął się powolny proces emancypacji kobiet (najszybciej wśród kobiet wykształconych). W XX wieku coraz silniej zaznaczała się tendencja do naśladowania obyczajów cywilizacji zachodniej z jednoczesną eliminacją starych tradycji.

## Małżeństwo w wybranych kulturach starożytnego Bliskiego Wschodu
Terytorium Starożytnego Bliskiego Wschodu obejmuje starożytny Egipt, obszary wzdłuż Morza Śródziemnego aż do Morza Czarnego wraz z Syrią i Palestyną, tereny nad Zatoką Perską: Mezopotamię północną (Asyrię) i południową (Babilonię) oraz ziemie aż do Kaukazu i Indusu.

### Małżeństwo w Babilonii
Około 2000 r. p.n.e. w babilońskim prawodawstwie Hammurabiego pojawia się pierwsze zachowane spisane prawo rodzinne. Małżeństwo babilońskie miało regulować kwestie dziedziczenia i spraw gospodarczych. Małżeństwo monogamiczne uważano za podstawę rodziny. Nadawano mu moc przez spisanie umowy małżeńskiej. Mężczyzna musiał uiścić pewną sumę pieniędzy rodzicom żony, natomiast ona wnosiła do małżeństwa posag. Rozwód był możliwy, jeśli małżonkowie nie wypełnili wzajemnych zobowiązań. Przede wszystkim nie spłodzili dzieci.
Mężczyzna mógł mieć oprócz żony także konkubiny, które mógł nawet wprowadzać do domu jeśli kobieta była chorowita lub niepłodna. Jeśli mężczyzna także z konkubinami nie miał dzieci, mógł on ożenić się po raz drugi, bez rozstawania się z pierwszą żoną; druga żona miała jednak pozycję podporządkowaną, a pierwsza zajmowała pozycję uprzywilejowaną zarówno wobec konkubin, jak i wobec żony obocznej.
Kodeks Hammurabiego stał na straży wierności małżeńskiej, absolutnie przestrzeganej zwłaszcza przez kobietę. Gdy mężczyzna utrzymywał stosunki pozamałżeńskie, nie musiał obawiać się, jak w systemie patriarchalnym, poważnych konsekwencji, ponieważ małżeństwo służyło zapewnieniu mu potomstwa. Gdy mąż podejmował stosunki pozamałżeńskie (nie wystarczały mu kontakty z jego żonami i konkubinami) zwykle groziła mu za to grzywna, natomiast w przypadku kobiet za stosunki pozamałżeńskie groziła kara śmierci.
Prostytucja, która jako instytucja publiczna była związana ze świątynią i uprawiana przez obie płcie, oferowała dodatkową możliwość aktywności seksualnej poza związkiem małżeńskim.

### Małżeństwo w Egipcie
W Egipcie podobnie jak na całym Bliskim Wschodzie, małżeństwo zawierane było na podstawie kontraktu. Forma ta początkowo była przywilejem warstw wyższych. Dopiero około 2000 r. p.n.e. prawo to wywalczył sobie lud. Cudzołóstwo było surowo karane, lecz nieco łagodniej niż w Babilonii. Staroegipskie prawo przewidywało dla cudzołożnej żony zmiażdżenie nosa, natomiast jej kochanek otrzymywał 1000 batów. Podobnie jak w Babilonii istniała możliwość rozwodu. Oprócz małżeństwa istniał także konkubinat. Ramzes II miał tak wiele konkubin, że przyjmuje się, że miał 160 dzieci.
Zgodnie z tradycją Bliskiego Wschodu prostytucja świątynna stała się formą manifestacji religijnej. Pieniądze uzyskiwane z prostytucji świątynnej stawały się własnością faraona. Oprócz prostytucji religijnej istniała także świecka.
Wśród Egipcjan (podobnie jak wśród Persów czy Hindusów) rozpowszechnione były związki kazirodcze a miłość między rodzeństwem dla „zachowania czystości krwi” była nawet uświęcona. Małżeństwo między bratem a siostrą nie było zabronione a faraonom czasami nawet nakazane. Wykonane współcześnie badania mumii nie wykazały zwyrodnienia fizycznego wśród osób pochodzących z rodzin faraonów co wspiera pogląd, że kazirodcze spółkowanie między ludźmi, którzy nie są obciążeni dyspozycjami do chorób dziedzicznych, nie pociąga za sobą szkodliwych następstw dla potomstwa.

### Małżeństwo w Persji
W starożytnej Persji, podobnie jak w starożytnym Egipcie praktykowane były małżeństwa kazirodcze. Ojciec mógł się ożenić z córką, a małżeństwa między rodzeństwem były nawet uważane za święte. W Persji mężczyzna musiał czekać 9 lat, aby móc ożenić się drugi raz jeśli żona nie urodziła mu syna. Pozamałżeńskie stosunki seksualne były surowo zakazane jako źródło zła cielesnego i moralnego.

## Małżeństwo w judaizmie

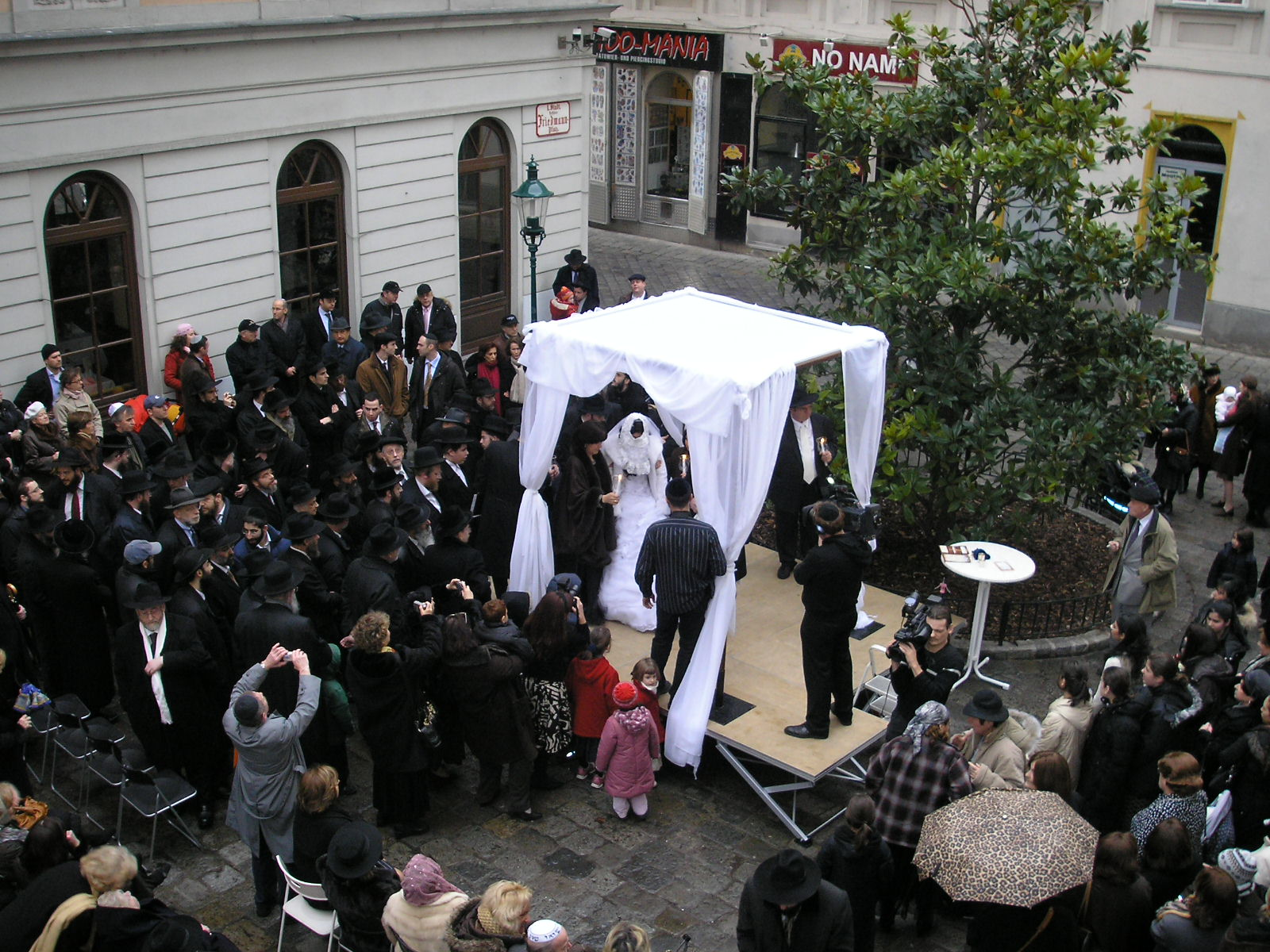
Współczesne wesele żydowskie (Wiedeń, 2007).

Ideałem żydowskim jest małżeństwo monogamiczne, chociaż Stary Testament i Talmud nie wykluczają poligamii. W judaizmie heteroseksualne, legalne małżeństwo jest wyłączną instytucją uprawniającą do aktywności seksualnej. Staranne legislacyjne rozporządzenia i etyczne nauczanie religijne mają na celu doprowadzenie każdego Żyda do małżeństwa i utrzymanie go tak długo jak tylko możliwe. Małżeństwo jest traktowane jako jedno z najbardziej sakralnych misteriów.

### Przed XXI wiekiem
Małżeństwa miały charakter kontraktu, któremu towarzyszył podarunek dla rodziców, niekiedy mylnie interpretowany jako zapłata. Czasem dopatrywano się w Starym Testamencie zalecania małżeństwa kupnego. Zgodnie z tradycją, dla kobiety nie było określonego wieku w którym mogłaby wychodzić za mąż (mogła więc to czynić nawet w wieku dziecięcym), natomiast mężczyzna powinien się ożenić nie później niż w 18-30 roku życia. Starokawalerstwo było uważane za sprzeczne z naturą. U Żydów w czasach przedmojżeszowych dopuszczano małżeństwa rodzeństwa z jednego ojca, lecz nie z jednej matki. W kodeksie prawa mojżeszowego zabronione jednak zostały wszelkie stosunki seksualne w małżeństwie między krewnymi aż do VI stopnia.
Dziewczęta musiały żyć w czystości seksualnej przed małżeństwem (mężczyzn to nie obowiązywało). Za utratę dziewictwa przez dziewczynę przed zamążpójściem groziły surowe kary. W judaizmie podobnie jak w całej Azji Mniejszej, Afryce i na Dalekim Wschodzie rozwijano praktyki nimfofilne, co prawdopodobnie wynikało z konfliktu pomiędzy nakazem zachowywania dziewictwa i jednoczesnym odrzucaniem przez judaizm abstynencji seksualnej. Dziewczęta już w wieku 3–5 lat były „parzone” z mężami. Żadna z nich nie była akceptowana w społeczeństwie, jeśli po osiągnięciu pierwszej menstruacji była w stanie wolnym.
Cudzołóstwo było formą zachowania seksualnego zabronioną i surowo karaną, a jeśli zostało popełnione przez kobietę groziła za to śmierć zarówno kobiecie, jak i jej kochankowi. W przypadku braku niezbitych dowodów, podejrzana musiała napić się brudnej wody – jeśli nastąpiło wzdęcie brzucha oznaczało to, że jest winna. Niewierność ze strony męża nie była traktowana jak przestępstwo, lecz jako dewiacja.
Patriarchat (ustrój) dawał mężowi i ojcu miała nieograniczone prawo do rozporządzania żoną i dziećmi.
Legalizacja rozwodu była możliwa, choć następowała jedynie w ważnych przypadkach. Rozpad małżeństwa nie był traktowany jako zło, a czasem był uważany za konieczność. Małżeństwo mogło być zakończone z ważnych powodów podanych przez jednego z partnerów. W szczególnych przypadkach niewierności żony sąd był zobligowany do orzeczenia rozwodu bez względu na to czy mąż sobie tego życzył, czy nie. Jako że małżeństwo służyło przede wszystkim płodzeniu potomstwa, mogło zostać rozwiązane jeśli celu tego nie spełniało. Dlatego też zezwalano na rozwód jeśli mąż lub żona byli niepłodni. Jeśli żona stale odmawiała współżycia, a nie była chora, mąż mógł żądać rozwodu bez płacenia zasiłków (jak działo się to w innym przypadku uzyskania rozwodu).
W przypadku gdy zmarł mężczyzna będący głową rodziny, w starszym prawie hebrajskim istniał obowiązek poślubienia wdowy przez młodszego brata zmarłego. Obowiązek ten był obwarowany surowymi sankcjami, gdyż opierał się na mocnych podstawach ekonomicznych i społeczno-politycznych – chodziło tu bowiem o zachowanie ciągłości rodu. Małżeństwo takie zwało się lewiratem (z łaciny levir – brat męża). Przepis ten obowiązywał zwłaszcza wtedy, gdy zmarły nie pozostawił po sobie męskiego potomka. Pierwszy potomek płci męskiej spłodzony w lewiracie uważany był za prawego syna i spadkobiercę zmarłego. W Prawie Mojżeszowym zawartym Starym Testamencie był to jedyny wyjątek od zakazu stosunków kazirodczych. Początkowo nakaz lewiratu odnosił się jedynie do brata mieszkającego wspólnie z parą małżeńską, potem został rozciągnięty również na braci mieszkających osobno. Przymus lewiratu nie zawsze był jednak spełniany – wówczas żyjący brat zmarłego był przez wdowę prowadzony przed radę starszych i gdy publicznie odmówił małżeństwa, bratowa powinna była zdjąć mu sandał ze stóp i napluć mu w twarz. W miarę upływu czasu wdowy coraz częściej chciały uniknąć lewiratu, zaostrzono obyczaje nakładając określone wymagania co do długości rzemieni, ilości węzłów i pozwalając na rozwiązywanie ich jedynie z użyciem kciuka i palca wskazującego. Rytuał zdejmowania buta (hebr. chalitza) utrzymywał się bardzo długo u Żydów ortodoksyjnych.
W żydowskiej kulturze życie seksualne służy stabilizacji małżeństwa – judaizm gorliwie stoi na straży wyłączności małżeństwa przeciwko konkurencyjnym formom przed- i pozamałżeńskiej aktywności seksualnej (a także aktywności autoerotycznej i homoseksualnej). W czasach o jakich traktuje Stary Testament poza małżeństwem były dozwolone dla Izraelitów konkubinaty z nałożnicami. Mężczyzna mógł mieć żonę, niewolnicę (bez praw) oraz nałożnicę. Żony uważane za mądre same wyszukiwały nałożnice dla męża. Prawo mojżeszowe zaostrzyło prawa dotyczące monogamii. Nastawienie judaizmu do prostytucji też ulegało zmianie. W okresie przedmojżeszowym nie była ona karalna. Starotestamentowy judaizm nałożył karę śmierci za prostytucję (a także na stosunki ze zwierzętami). Według Biblii Mojżesz zabronił uprawiania prostytucji Żydówkom, lecz nie obłożył tym zakazem sprowadzanych z sąsiednich krajów tancerek i harfistek.

### XXI wiek
Niektóre kraje, takie jak Izrael pozwalają parom na rejestracje tylko pod warunkiem, że wcześniej przeprowadzą ceremonię religijną uznawaną przez państwo (czyli faktycznie nie ma ślubów cywilnych), chyba że małżeństwo zostało zawarte w innym kraju – wówczas jest ono uznawane przez państwo i odnotowywane w rejestrach.

## Małżeństwo w islamie

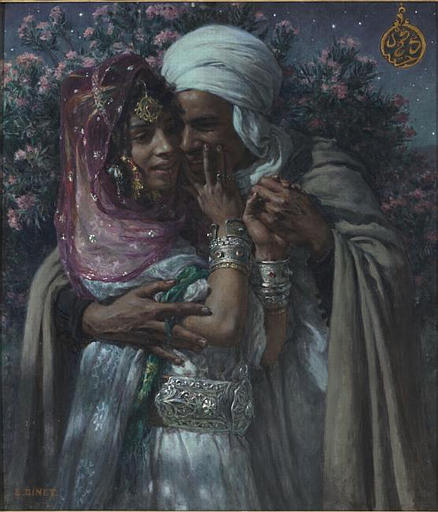
Legenda arabska: Niewolnik miłości, światło oczu – obraz autorstwa Étienne Dinet (1861–1929), olej na płótnie, Muzeum Orsay w Paryżu.

Kultura arabska powszechnie akceptuje poligamię. Badacze Koranu widzą w tym wpływ osobistego życia twórcy religii na jej seksualny etos. Sam Mahomet żył, z pierwszą, starszą od niego o 16 lat, żoną Chadidżą przez 25 lat we wzorowym, wiernym małżeństwie i miał sześcioro dzieci. Po śmierci żony zachowanie seksualne 50-letniego proroka zmieniło się radykalnie. Ożenił się on z 6-letnią Aiszą, a oprócz niej miał 12 konkubin, z którymi miewał stosunki seksualne. Po bitwie pod Uhud w 625 r. n.e., w której zginęło wielu muzułmanów, Mahomet nakazał swoim wyznawcom zawieranie małżeństw z wdowami poległych kolegów – i to z tak wieloma, jak tylko można. Każdy powinien mieć do czterech żon odpowiednio do majątku. Redaktorzy Koranu z tego niezbyt jasnego zalecenia proroka wysnuli wniosek, że mężczyzna może mieć cztery żony i dowolną liczbę konkubin.
Prorok Mahomet zachęcał do mieszania rasy – każdy muzułmanin powinien się czuć misjonarzem i „mieszać” – zarówno poprzez kontakty erotyczne, jak i małżeństwo z innowiercami.
W porównaniu ze Starym czy Nowym Testamentem Koran przypisuje duże znaczenie do afirmacji seksualności i traktuje łagodniej niektóre przewinienia seksualne. Za „dewiacje seksualne” takie jak sodomia, pederastia czy kazirodztwo przewiduje jedynie karę chłosty, gdy za te same praktyki Stary Testament przewiduje bardzo surowe kary, włącznie z karą śmierci. Biblia jednak tak samo potępia rozbicie małżeństwa przez innego człowieka.
W kulturze arabskiej kobieta jest zdominowana pod względem ekonomicznym i społecznym przez mężczyznę. Nauka Mahometa nieco złagodziła to podejście – choć kobieta nadal pozostała podporządkowana (w małżeństwie żona była zobowiązana do posłuszeństwa wobec męża – w razie braku posłuszeństwa mógł ją zabić) to mąż zobowiązany został do troszczenia się o kobietę. W sferze erotycznej mahometanin był zobowiązany do czułości wobec żony i zważania na jej potrzeby seksualne.
Islam dopuszcza swobodne „wyżywanie się” mężczyzn, natomiast ogranicza pożycie seksualne kobiety, które nie mogą mieć doświadczeń seksualnych ani przed ani poza małżeństwem. Cudzołóstwo w praktyce, według Islamu mogła popełnić tylko żona, mąż bowiem nie był ograniczony w zakresie utrzymywania kontaktów seksualnych z innymi kobietami. (Mahomet obniżył karę śmierci stosowaną za cudzołóstwo kobiety do kary chłosty poprzez 80 uderzeń kijem a aby kobietę uznać za winną potrzeba było teraz czterech świadków.)
Poligamia wśród ludzi niezbyt bogatych miała zwykle charakter bigamii – starsza żona prowadziła dom a młodsza zaspokajała potrzeby męża. Wielożeństwo władców, mających liczne żony, wiązało się z koniecznością posiadania haremu (części domu przeznaczonej tylko dla kobiet – żon i konkubin). Rozwój poligamii haremowej był wynikiem kumulacji kapitału w rękach nielicznych władców i bogaczy. Haremy nie były efektem niezwykłej żądzy i wydolności seksualnej właściciela, który zresztą zwykle bywał w starczym wieku, lecz symbolem jego pozycji społecznej i prestiżu społeczno-majątkowego. Kobiety, strzeżone przez eunuchów, były skazane na dość długie okresy abstynencji – jeśli bowiem kobieta nie była akurat aktualną faworytką pana mogła być szczęśliwa jeśli spędziła z mężem chociaż jedną noc w roku. Natomiast ewentualne nawiązanie kontaktów seksualnych z niewolnikiem łączyło się z groźbą pozbawienia życia.

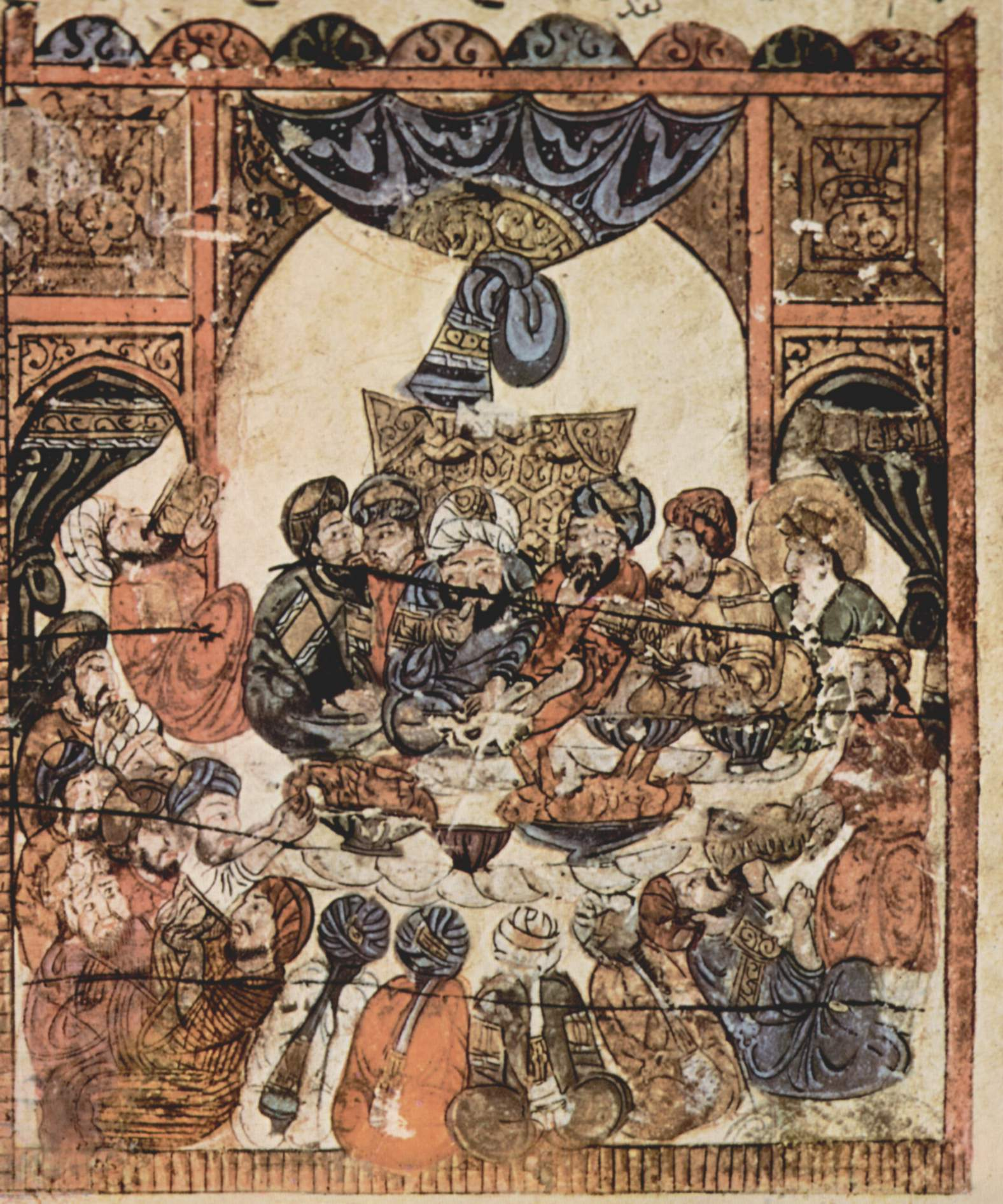
Wesele arabskie (malowidło autorstwa malarza irakickiego z około 1230 roku)

W razie złego jej traktowania, bezpodstawnych podejrzeń o niewierność lub nieuznania przez męża narodzonego przez nią dziecka kobieta mogła się rozwieść. Jeśli zaś została odtrącona przez męża mogła żądać zwrócenia jej posagu. Nauka Mahometa pogłębiła istotę i treść związku małżeńskiego jako formy współżycia mężczyzny z kobietą, która przedtem oparta była tylko na prokreacji jako jedynym celu. Przyczyniła się do ochrony kobiety bardziej niż miało to miejsce kiedykolwiek przedtem. Wymagał od męża respektu dla kobiety i utrudniał mu rozwód. Przed Mahometem rozwód ze strony mężczyzny, bez podania powodu, był bardzo łatwy. Wystarczyło, że mężczyzna trzy razy powiedział: Rozwiodłem się z tobą. Sprawiało to, że nawet biedny Arab mógł mieć wiele kolejnych żon, gdy po miesiącu współżycia rozwiódł się w taki sposób (nie mógł się rozwodzić tylko wtedy gdy żona była w ciąży). Wpływ Islamu zmienił tę sytuację. Ponieważ nałożył obowiązek utrzymywania żon przez męża, tylko nieliczni bogaci mężczyźni mogli sobie pozwolić na wielożeństwo. Ponadto Islam zachowując prawo mężczyzny do uzyskania rozwodu bez podania powodu, jednocześnie utrudnił to poprzez przepisanie „kwarantanny”, czyli czasu do namysłu i obowiązek troszczenia się o rozwiedzioną żonę. Z obowiązku tej troski mógł być zwolniony tylko wtedy gdyby zagrażało to jego dobrobytowi.
Według Koranu mężczyźnie wolno jest dwa razy oddzielić się od tej samej kobiety i znowu ją poślubić. Gdy chce on ją poślubić po trzecim odrzuceniu, musi ona w międzyczasie być zamężna i rozwiedziona z innym mężczyzną. Ponowne ożenienie się po trzykrotnym rozwodzie było dość częste. Pomagała w tym instytucja mostahil’a (męża zastępczego lub pomocniczego), który opłacony przez dawnego małżonka zawierał małżeństwo z jego byłą żoną. Zaślubiny z mostahil’em następowało w formie małżeństwa według zwykłego prawa małżeńskiego lub jako małżeństwo czasowe (tzw. małżeństwo mut-a). W pierwszym przypadku kobieta musiała odczekać co najmniej trzy cykle miesięczne do ponownego małżeństwa. Małżeństwo mut’a było rodzajem małżeństwa próbnego wprowadzonego najpierw przez Szyitów dla urozmaicenia życia seksualnego mężczyzn. Mogło być zawarte bez zgody rodziny kobiety. Przez czas jego trwania mężczyzna był zobowiązany do utrzymania żony i płacenia jej wcześniej ustalonej sumy. Po upływie umówionego terminu małżeństwo ustawało a kobieta nie miała żadnych praw do odszkodowania z tego tytułu. Szyici wymagali nawet zawarcia małżeństwa mut’a przy uczęszczaniu do domów publicznych. Za drobną opłatą małżeństwa takiego (z prostytutką) udzielali kapłani stawiani przed domem publicznym.

## Małżeństwo w Starożytnej Grecji

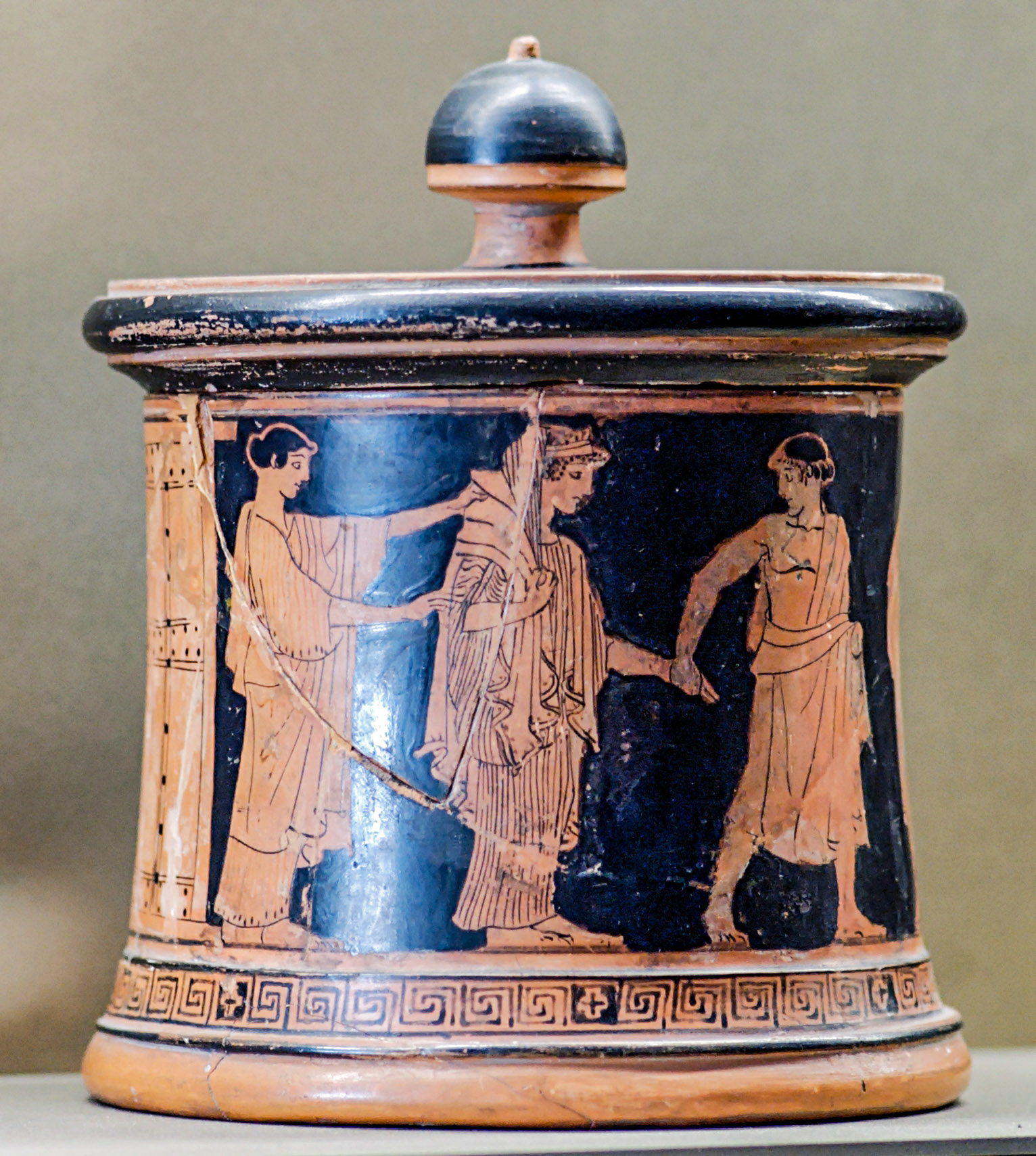
Waza starogrecka (Ateny, ok. 470–460 rok p.n.e.) przedstawiająca zaślubiny Tetydy i Peleusa

Małżeństwo i rodzina stanowiły w Grecji wspólnotę gospodarczą, której celem było zachowanie przywilejów własności, utrzymanie kobiet i obsługiwanie mężczyzn. Te trojakie funkcje spełniały one należycie, natomiast funkcja czwarta, ważna dla państwa, zapewnienie potomstwa, czasem szwankowała. Instytucja małżeńska została tak dalece zlekceważona przez Greków, że mężczyznom trzeba było przypominać o obowiązkach małżeńskich przynajmniej trzy razy w miesiącu. Większość czasu spędzali oni bowiem z heterami lub młodzieńcami. W życiu społecznym kładziono duży nacisk na własność, na dostarczenie posagu (co obniżało szanse doboru seksualnego) oraz na uzależnienie kobiety od ogniska domowego.
Na wschodzie małżeństwa zawierano zwykle poprzez kupno żony. Instytucją nie spotykaną przedtem w antyku był posag żony jako niezbędny wymóg i gwarancja małżeństwa, świadczący o jego ekonomicznym podłożu. Wiązały się z nim konsekwencje obyczajowe zmuszające do utrzymywania monogamicznego domu, chociaż nie wykluczające posiadania przez Greka kobiet poza domem. W zasadzie prawo greckie nie uwzględniało istnienia zinstytucjonalizowanego wielożeństwa ani układu: małżeństwo – konkubinat. Prawo to chroniło własność w tak znacznej mierze, że zezwalało nawet na małżeństwa między bliskimi krewnymi. W tym sensie małżeństwo nie stanowiło wspólnoty na podłożu seksualnym, lecz wspólnotę na podłożu ekonomicznym. Małżeństwo takie było zawierane niezależnie od woli kobiety, a często także wbrew upodobaniom mężczyzny (tzw. małżeństwo epidikazjastyczne – to jest dla zachowania majątku rodowego).
Mężczyznom nie zabraniano posiadania tylu kobiet, ile mogli opłacić, lecz dom powinien być „czysty”, tj. monogamiczny. Małżeństwo było bowiem nastawione na posag, który pozostawał nadal własnością kobiety.
Jeśli kobieta z powodu niepłodności męża pozostawała bezdzietna, greccy prawodawcy pozwalali jej na zajście w ciążę za pośrednictwem „pomocnika w płodzeniu”. Celom ludnościowo-politycznym służyła też moda. Gdy w IX w. p.n.e. mężczyźni nie kwapili się do zawierania małżeństwa, wówczas król Likurg zalecił obowiązek małżeństwa. Aby ułatwić spełnienie tego nakazu mężczyznom, Spartanki uzyskały zezwolenia na to, żeby swoje peplos (okrycie wierzchnie przypominające płaszcz) mogły nosić bez paska i otwarte z przodu.
Greckie miasta były odrębnymi państwami, w których obowiązywały różne prawa i obyczaje, odnoszące się między innymi do sposobów zawierania małżeństwa. Zawieranie małżeństwa w Sparcie w większym stopniu uwzględniało upodobania mężczyzn. Spartanie korzystali z usług swatek. Młodzieniec za pomocą swatki pertraktował z ojcem, dziadkiem lub braćmi upatrzonej dziewczyny, z którą chciał się ożenić. Gdy odpowiedź była przychylna uprowadzał ją.
W starożytnej Grecji od czasów opisanych przez pierwszych poetów i kronikarzy życie rodzinne opierało się na dwóch zasadach: małżeństwie monogamicznym i dominującej w nim roli ojca.
Kobieta, która w czasach kultury minojskiej i mykeńskiej i w pierwszych okresach państwowości greckiej miała jeszcze pewne swobody i dzieliła z mężem jego obowiązki, w epoce klasycznej stała się niewolnicą domowego ogniska. Patronowali mu Hestia, najbardziej łagodna z olimpijskich bogiń, dziewica, która odrzuciła zaloty Posejdona i Apolla i nie dała się zgwałcić na wiejskiej zabawie pijanemu Priapowi. Dziewczęta ateńskie wychowywane były w zamkniętej części mieszkania przeznaczonej dla kobiet – gineceum i tylko udając się na uroczystości religijne mogły wyjść na zewnątrz. Uczyły się od matki, babki służących jedynie tego, co musiała umieć przyszła pani domu: gotowania, przędzenia, tkania, ewentualnie również podstawowych wiadomości z rachowania, czytania i muzyki. Większą swobodę miały dziewczęta spartańskie, którym nawet wolno było uczestniczyć we wspólnych ćwiczeniach z chłopcami.
Plutarch twierdził, że prawodawca Likurg zalecał, by przyzwyczajać młode dziewczęta, podobnie jak młodych chłopców, do pokazywania się nago podczas procesji, do tańczenia i śpiewania w czasie ceremonii religijnych, w obecności i na oczach chłopców.
Po osiągnięciu dojrzałości fizycznej, co następowało około 12, 13 roku życia, a najpóźniej po ukończeniu 14, 15 lat dziewczęta ateńskie wychodziły za mąż, a wyboru męża dokonywał ojciec. Ponieważ w czasach ciągłych wojen dziewcząt na wydaniu było znacznie więcej niż mężczyzn skłonnych do żeniaczki znalezienie odpowiedniego kandydata na męża nie było łatwe. Pomagały w tym swatki (promnestriai lub promnestrides). Przed zaręczynami przyszli małżonkowie rzadko mieli okazję poznać się bliżej. Platon domagał się, by dla uniknięcia wzajemnego rozczarowania pozwolić im na swobodne spotkania, a nawet by mogli oglądać się nago, o ile pozwala na to przyzwoitość. Nie stało się to jednak powszechnie przyjętym obyczajem.
W Sparcie mężczyźni i kobiety zawierali związki małżeńskie już przed 20 rokiem życia, lecz z reguły aż do 30 żyli jeszcze osobno w pewnego rodzaju „małżeństwie na próbę”. Związek ten można było łatwo rozwiązać, a rozpadu małżeństwa nie oceniano negatywnie.
Zaręczyny były publicznym wyrażeniem woli zawarcia związku małżeńskiego przez obie strony. Ustalano wówczas zwykle wysokość posagu. Zamożni rodzice wyposażali córkę sami, czasem czynili to bracia. Córki biednych, lecz zasłużonych obywateli ateńskich otrzymywali wiano od państwa. Oprócz pieniędzy dziewczyna dostawała z domu rodzinnego bieliznę, stroje, ozdoby, naczynia kuchenne, a czasami również niewolników. Za najodpowiedniejszą porę do zawierania związków małżeńskich uznawano zimę. Od slowa gamos – wesele, nazwano nawet pierwszy miesiąc roku Gamelin.
Zawierając związek małżeński składano ofiarę bogom wspierającym małżeństwo – Herze i Zeusowi, tu i owdzie również Atenie i Artemidzie. W dniu wesela zwracano się do Afrodyty. W wielu miejscowościach przyjął się zwyczaj składania przez dziewczęta na ołtarzu pukli włosów lub paska jako symboli utraconego dziewictwa. Przed lub po złożeniu ofiary panna młoda kąpała się w wodzie specjalnie przyniesionej przez blisko spokrewnionego chłopca ze źródła lub rzeki o szczególnym znaczeniu dla danej miejscowości. W Atenach było to źródło Kallirhoe, w Tebach rzeka Ismenos. W okolicach Troi wychodzące za mąż dziewczęta kąpały się w Skamandrze wypowiadając uświęcone tradycją słowa: „Weź, Skamandrze, moje dziewictwo”.
W Sparcie ceremoniał małżeński nawiązywał do pierwotnego obyczaju porywania przyszłych żon. Za zgodą rodziców przeznaczoną do „porwania” narzeczoną przygotowywała do spotkania z porywaczem służąca, która strzygła jej do skóry całą głowę, ubierała ją w męski strój i buty i pozostawiała w ciemnościach na słomie. Narzeczony, który w tym czasie posilał się z kolegami, wymykał się do niej potajemnie, rozwiązywał jej pasek i zanosił na łóżko. Po pewnym czasie wracał do swoich towarzyszy i jak zwykle spał z nimi przez resztę nocy.
W innych greckich miastach wesele rozpoczynało się od uczty we domu panny młodej, w torej uczestniczyły również kobiety, nie dopuszczane zwykle do męskich biesiad, lecz siedziały przy oddzielnym stole. Po uczcie odwożono pannę młodą do domu męża na wozie ciągnionym przez woły, muły lub konie. Krocząc ulicami miasta weselnicy, pozdrawiani przez przechodniów, śpiewali pieśń weselną, zwaną hymenaios od imienia boga małżeństwa Hymena. W domu pana młodego na orszak weselny oczekiwały dziewczęta i młodzieńcy podzieleni na dwa chory: żeński i męski.
Następnego dnia po „nocy tajemnej”, jak nazywali Grecy noc poślubną, małżonkowie przyjmowali podarki od krewnych, a młoda żona chodziła już bez ślubnego welonu, który ofiarowała bogini Herze. W uczcie, która odbywała się w domu ojca pana młodego lub jego własnym, uczestniczyć mogli tylko mężczyźni, ale posiłek przygotować musiała już młoda żona, by zademonstrować swoje umiejętności kulinarne. W domu męża, dokąd przenosiła się po ślubie, miała ona takie same obowiązki jak w domu swojego ojca. Prowadziła gospodarstwo domowe, kierowała służbą, lecz nie wolno jej było wychodzić na ulicę. Nawet zakupów na agorze dokonywał mąż lub niewolnicy. Wyjątkiem były przeznaczone dla kobiet obrzędy religijne lub wizyty u przyjaciółek, lecz zawsze w towarzystwie niewolnicy i z osłoniętą twarzą.
Kobiety, których obowiązkiem było zajmowanie się dziećmi i domem, nie uczestniczyły w życiu publicznym, nie brały również udziału w męskich spotkaniach towarzyskich i dysputach. Mogły natomiast chodzić do teatru na tragedie i uczestniczyć w uroczystościach religijnych.
Dla mężczyzny małżeństwo było religijnym i obywatelskim obowiązkiem kontynuowania rodu przez spłodzenie męskiego potomka, który mógłby mu zapewnić po śmierci taki sam kult, jaki on oddawał swoim przodkom, co było nieodzowne dla osiągnięcia przez zmarłego szczęścia na tamtym świecie. Mężczyźni nie żenili się nigdy przed osiągnięciem pełnoletności (tzn. osiemnastu lat). Przeważnie dopiero po ukończeniu służby wojskowej (a więc po dwudziestym roku życia) zaczynali myśleć o małżeństwie. Zdaniem Hezjoda mężczyzna powinien się żenić około 30. roku życia z szesnastoletnią dziewczyną.
Mąż miał prawo wypędzić żonę, jeśli nie dała mu męskiego potomka, w wypadku cudzołóstwa, a nawet bez podania żadnego powodu. Zdarzało się, że przyłapanego w łożu żony kochanka mąż zabijał na miejscu, jak to uczynił Euphiletos z Eratosthenesem.
Kobietom, które popełniły cudzołóstwo, nie wolno było nosić ozdób i uczęszczać do publicznych świątyń, żeby nie gorszyły uczciwych niewiast. Jeśli któraś złamała ten zakaz, każdy miał prawo zedrzeć z niej ozdoby i szaty i zabić ją. W Kemy, jak opowiada Plutarch, cudzołożnicę wleczono na rynek i wystawiano na widok publiczny na specjalnie do tego celu przeznaczonym kamieniu. Potem musiała przejechać przez całe miasto na ośle i jeszcze raz stanąć na owym kamieniu. W Lepreonie w Elis parę, która dopuściła się tego występu, przez trzy dni oprowadzano związaną po mieście, a kobieta musiała jeszcze dodatkowo przez jedenaście dni stać pod pręgierzem na rynku w przezroczystej koszuli bez paska. Oboje tracili do końca życia prawa obywatelskie.
Żona mogła uzyskać separację tylko za wstawiennictwem archonta, jeżeli spotkały ją ze strony męża dotkliwe krzywdy. Jego stosunki z innymi kobietami nie były wystarczającym argumentem do rozwodu. W pożyciu małżeńskim Greków nie było miejsca na miłość, ani nawet na czułość i przyjaźń. Każde z małżonków zajmowało się swoimi sprawami: żona domem i dziećmi, mąż życiem publicznym, interesami i rozrywkami w męskim gronie.
Nawet takie uczucia jak zazdrość miały dla związku drugorzędne znaczenie i podporządkowane były dominującym w danej chwili okolicznościom życiowym: bywało tak, że w okresach ubóstwa bracia wspólnie pojmowali za żonę tę samą kobietę.
W starożytnej Grecji mężczyźni cieszyli się pełną swobodą seksualną dopóki nie sypiali z żonami greckich obywateli. Mogli natomiast do woli uprawiać seks z niewolnicami, prostytutkami i heterami („towarzyszkami mężczyzn”). Monogamię uważali Grecy za przejaw wyższego stopnia rozwoju ich kultury. Odnosili się więc z odcieniem pogardy do ludów poligamicznych, na przykład tych, u których kobiety stanowiły wspólną własność. Monogamia oznaczała dla kobiety obowiązek wierności seksualnej, natomiast mężczyzna miał żonę w domu, a inne kobiety (także młodzieńców) poza domem. W Grecji oprócz kobiet wolnych, obywatelek były, były też flecistki, tancerki i niewolnice, z którymi mężczyźni mogli mieć stosunki bez ograniczeń ze strony żony. Były też prostytutki kultowe (hierodule), bardzo kosztowne, oraz prostytutki świeckie (hetery, czyli towarzyszki zabaw). Żony dostarczały mężczyznom dzieci, hetery dostarczały im towarzystwa a niewolnice dostarczały rozkoszy. Za zdradę uważano w Grecji utrzymywanie stosunków z zamężną kobietą, gdyż naruszało to prawo własności innego mężczyzny. Potrzeby erotyczne zaspokajali mężczyźni więc poza małżeńskim łożem: z chłopcami, konkubinami i kurtyzanami. „Posiadamy kurtyzany da naszej przyjemności, konkubiny dla starań o sprawy codzienne, małżonki zaś po to by dawały nam prawowite dzieci i były wiernymi strażniczkami naszych ognisk domowych” – mówił w trybunale obrońca sądowy Izokrates (mowa przeciwko Neairze).
Czynnikiem wiążącym trwale małżeństwo były oprócz dzieci sprawy majątkowe. Żona wnosiła do wspólnego gospodarstwa posag i pozostawała jego właścicielką.
W sprawach prokreacji decydował wyłącznie mąż. Gdy żona zaszła w ciążę, mąż postanawiał czy powinna urodzić dziecko, czy spowodować sztuczne poronienie. Ojciec medycyny greckiej Hipokrates był przeciwnikiem przerywania ciąży, wychodząc z założenia, że lekarz powinien chronić to, co stworzyła natura i nawet w przysiędze lekarskiej umieścił zdanie: „Na prośbę niczyją nie podam trucizny ani niewieście nie podam środka poronnego.”. Popierali natomiast sztuczne poronienia Platon i Arystoteles, motywując to koniecznością zapobiegania przeludnieniu. Jeżeli żona sama dokonała poronienia bez wiedzy zgody męża, mogła być oskarżona o zabójstwo.
Po urodzeniu dziecka, w ciągu 10 dni musiało nastąpić jego uznanie przez ojca. Po tym uroczystym akcie (amphidromii), życie noworodka było już prawnie chronione.
W Sparcie panowała taka bieda, że czasem – z konieczności – dwaj bracia poślubiali jedną kobietę, z którą mieli tylko jedno dziecko. W Sparcie, gdzie były wielkie trudności z wyżywieniem wszystkich mieszkańców i małżeństwo miało prawo do wychowania tylko jednego dziecka, o losie nowo narodzonych chłopców decydowała państwowa komisja sanitarna, badając czy są dostatecznie zdrowi by wyrosnąć na dzielnych żołnierzy. Po uzyskaniu pozytywnej opinii komisji, wychowanie dziecka przejmowało państwo, natomiast dzieci słabowite zrzucano z wąwozu w górach Tajgetu, na granicy z Mesenią.

## Małżeństwo w Starożytnym Rzymie

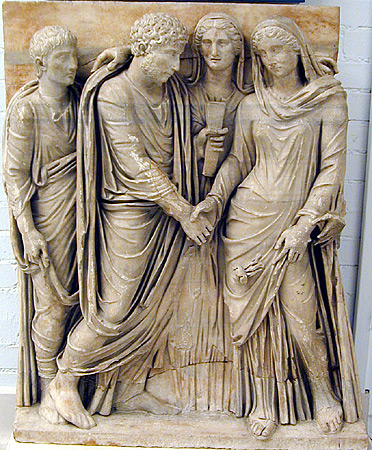
Statua przedstawiająca parę małżeńską z czasów Starożytnego Rzymu

Małżeństwo było w starożytnym Rzymie pierwotnie inicjacją seksualną. Aktywność seksualna zaczynała się dla dziewczyn w wieku 12 lat – wtedy to Rzymianie wydawali swe córki za mąż. U mężczyzn wiek ten wynosił 14 lat. Według prawa Augusta niezamężna 20-latka była karana z powodu braku małżeństwa i dzieci.
Zawarcie małżeństwa w najstarszych czasach odbywało się w Rzymie poprzez kupno kobiety; potem zaś istniało małżeństwo z oddania i małżeństwo z przymusu. Partnerzy zostawali „przekazani” do małżeństwa przez wyższą instancję (rodziców, klan, bogów), przy czym ich obustronna zgoda na to miała bardzo małe (lub żadne) znaczenie. W czasach przed naszą erą panowało małżeństwo z oddania. Było ono uzgodnione przez ojców lub klany, a żona przekazywana mężowi przez ojca lub klan. Przechodziła ona pod kuratelę męża i jego klanu. Najbardziej znaczący krok z patriarchalnego małżeństwa z oddania do wolnego małżeństwa, opartego na obustronnej zgodzie partnerów (łac. consensus, co znaczy zgoda), zrobiono w okresie Cesarstwa rzymskiego. Wtedy zawarcie małżeństwa per usum (z nawyku, z przyzwyczajenia, przez stosowanie go) zaczęło się prędko rozpowszechniać. Oznaczało to, że związek mężczyzny i kobiety, który trwał ponad rok, mimo że nie było zgody ojca, był uznawany przez prawo za małżeństwo. Żona wprawdzie przy tego rodzaju małżeństwie oficjalnie pozostawała pod władzą ojca lub kuratora, jednak małżeństwo per usum oznaczało już pełną prawną niezależność kobiety. Jeśli jednak w okresie roku o którym mowa powyżej zaistniały dowody, że kobieta przez trzy noce przebywała gdzie indziej niż u danego mężczyzny, ojciec miał prawo sprowadzić córkę do siebie. Z uwagi na to, że posiadał nad nią władzę absolutną mógł ja zabić lub sprzedać jako niewolnicę. Aby uniemożliwić ojcu działanie pod wpływem ewentualnego impulsu z czasem prawo ograniczyło jego władzę nakazując mu w takich okolicznościach zwołanie rady rodzinnej, do której należeli również krewni i przyjaciele.
Gdy Rzym przestał być miastem rolniczym obniżyła się wartość gospodarcza kobiet. Nie pomagały one już na roli, lecz jedynie troszczyły się o dom gdy mężczyzna zarobkował. Dlatego w miejsce ceny kupna, którą początkowo mąż płacił teściowi przy zaślubinach, pojawił się posag. Początkowo przypadał on mężowi jako rekompensata za to, że utrzymywał żonę. Ponieważ mężowie nie zawsze rozsądnie obchodzili się z posagiem żony, w późniejszym czasie dysponowała nim kobieta. Rozdział majątkowy prowadził często do konfliktów, doszło więc do tego, że przy zawarciu małżeństwa ojciec córki zachowywał nad nią władzę także po ślubie. Doprowadziło to ostatecznie do sporego uniezależnienia żon od mężów i utrudniło represjonowanie żony przez męża gdy nie była mu wierna seksualnie.
Pierwsze prawo rzymskie (Prawo Dwunastu Tablic) zabraniało zawierania małżeństw pomiędzy bogatymi patrycjuszami i biednymi plebejuszkami. Jednakże seksualne skłonności Rzymian okazały się silniejsze i już w niewiele lat od wydania tego prawa punkt ten został zawieszony.
Na pozycję kobiet w kulturze rzymskiej znaczny wpływ wywarła ich sytuacja w kulturze etruskiej. Rzymianki były dość wyemancypowane, niezwykle zważano na ich godność a prawo nakazywało okazywanie im szacunku. Nigdy dotąd nie było tak wielkiej faktycznej równości między mężczyznami i kobietami. Wynika to już z praw Romulusa, które były wyryte na spiżowej tablicy na Kapitolu. Prawa te stanowiły między innymi, że kobiety są towarzyszkami swoich mężów, że istnieje pomiędzy nimi wspólnota majątkowa i że mają one te same prawa i przywileje co mężczyźni a małżonek nie może odtrącić żony z wyjątkiem sytuacji popełnienia przez nią przestępstw takich jak cudzołóstwo, otrucie dzieci lub kradzież klucza. W kontekście tego nie mogło być też mowy o uprawianiu prostytucji przez wolną kobietę bo to podważało by jej godność.

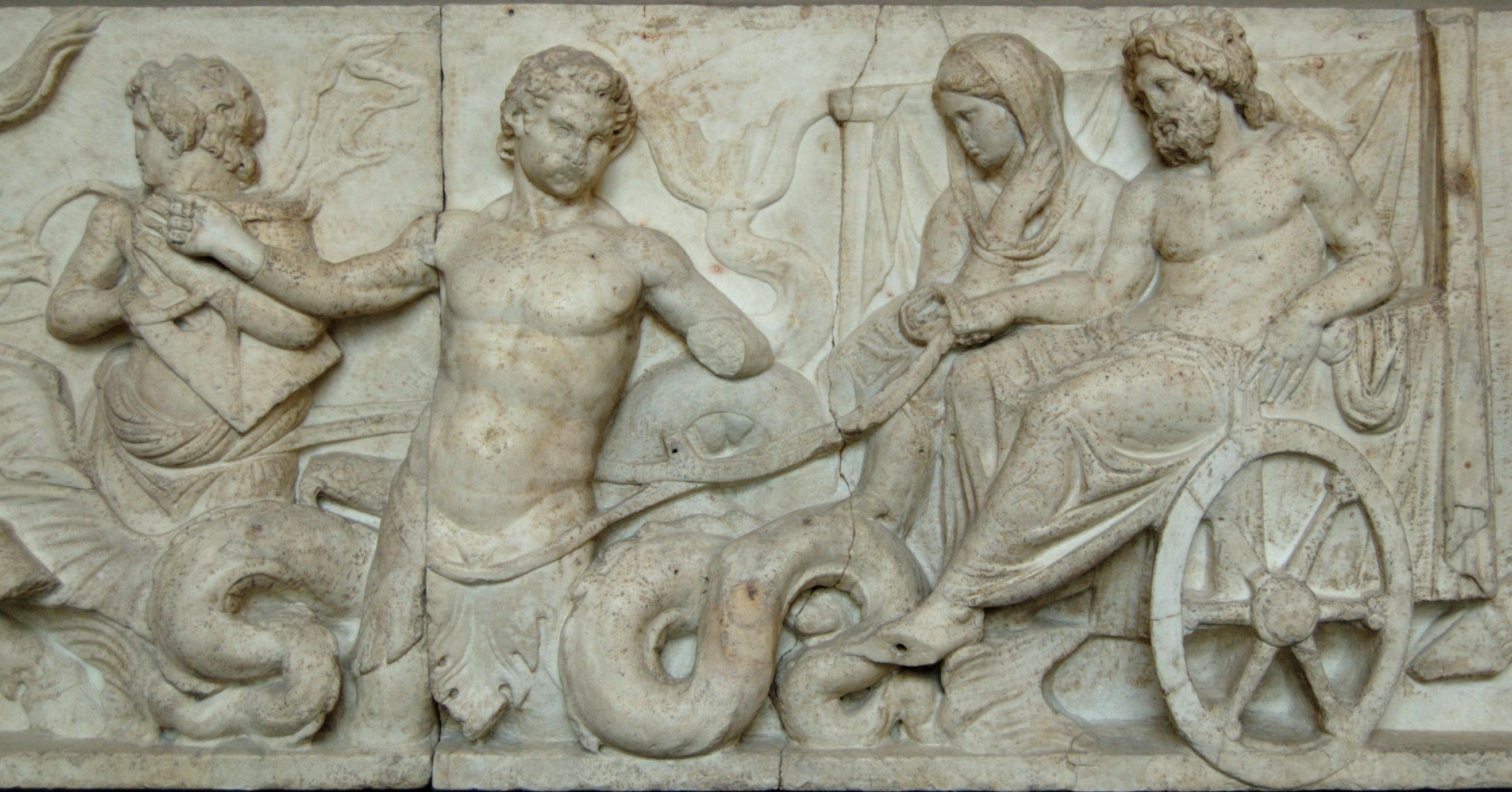
Posejdon i Amfitryta w powozie weselnym ciągnionym przez grających muzykę Trytonów (Panel frontowy z podstawy statuy Marka Antoniusza z 2 połowy II wieku p. n.e.).

W okresie republiki obyczajowość Rzymian była dość surowa, mimo że podejście do sfery seksualnej było naturalne. Wobec cudzołożnych żon stosowano surowe represje: stawiano je nago pod pręgierzem, zmuszano do odbycia stosunku z osłem lub wydawano na pastwę rozjuszonego motłochu. Jednak z czasem moralność małżeńska uległa zmianie. Niełatwo było już odróżnić prostytutkę od niewiernej żony. Oktawian August starał się poprzez prawodawstwo ustalić granice obyczajności i podzielił kobiety na trzy klasy: 1) czcigodne, które wyłącznie mogły być pełnoprawnymi żonami senatorów; 2) kobiety II klasy, które mogły być także konkubinami; 3) kobiety III klasy, które gdy schwytano na cudzołóstwie traktowano jak prostytutki. Rzymskie prawo znało już rejestrację prostytutek w urzędzie miejskim. Jeśli kobieta z wyższych warstw chciała się oddać nieobyczajnemu stylowi życia bez konsekwencji, zgłaszała to władzom, po czym zostawała zaliczana do niższej klasy.
U Rzymian istniał, obok monogamicznego małżeństwa, konkubinat jako inna forma legalnego związku seksualnego mężczyzny z kobietą. Kochankami były kobiety wysokiego pochodzenia, utrzymywane przez zamożnych obywateli.
W starym republikańskim Rzymie konkubina oznaczała partnerkę seksualną, kochankę lub oboczną żonę. W cesarstwie konkubinat stał się małżeństwem w sensie prawnym, mimo że był zawierany bez jakichś szczególnych formalności i świętowania. Był on swego rodzaju małżeństwem drugiej klasy. Jednak nie można było zawrzeć obok niego drugiego konkubinatu lub małżeństwa cywilnego. Konkubinaty były zawierane między patrycjuszami i kobietami wyzwolonymi z niewolnictwa. Kobiety te nie musiały mieć posagu, miały natomiast, jak i ich dzieci, niższą rangę. Choć dzieci te były uznawane i szanowane to nie dziedziczyły po ojcu. Gdy obok żony pojawiła się konkubina, wraz z nią ta pierwsza coraz bardziej traciła obszar życia seksualnego w małżeństwie, tak że stosunki płciowe stawały się okazyjne. Tę niewierność męża żona wynagradzała sobie w ten sposób, że wybierała sobie niewolnika, z którym miała stosunki płciowe. Kobiety ze stanu patrycjuszy mogły także zawierać konkubinat z mężczyznami z niższego stanu.
W okresie cesarstwa rozpowszechnił się też zwyczaj posiadania cicisbeo i miłość do paziów. Cicisbeo był przyjacielem domu. O ile mąż przebywał z żoną tylko w domu, to cicisbeo był zatrudniony od rana do wieczora – towarzyszył damom z wyższych sfer w czasie widowisk, na uroczystościach religijnych, w odwiedzinach. Ponadto w starożytnym Rzymie pojawił się zwyczaj utrzymywania w domu ładnych, bogato ubranych chłopców, którzy służyli damie. Posługiwali oni damie w najintymniejszych czynnościach takich jak mycie czy ubieranie, a także miewali z nią kontakty seksualne.
Do obowiązków żon w starożytnym Rzymie nie należało, jak na przykład w Grecji, rodzenie potomstwa, ponieważ praktyka adopcji była powszechna. Z tego powodu od rzymskiej kobiety oczekiwano, że dostarczy mężowi także przyjemności seksualnej, a gdy się jej to nie udawało, to mężczyzna korzystał z usług prostytutki. W tym kontekście prostytucję traktowano jako swoisty „wentyl bezpieczeństwa” dla podtrzymania małżeństwa.
Rzymianie traktowali popęd seksualny jako coś naturalnego, co nie powinno być niepotrzebnie ograniczane. Ponieważ pogląd ten dotyczył zarówno mężczyzn, jak i kobiet, Rzymianie mieli bardzo swobodne zapatrywania na temat wierności i umożliwiali rozwód obu stronom, jeśli partnerzy nie mogli ze sobą wytrzymać.

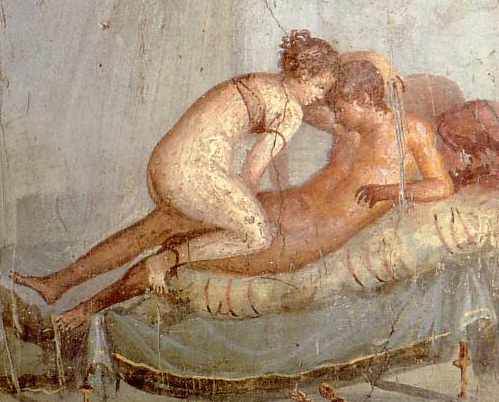
Malowidło ścienne ze starorzymskich Pompejów przedstawiające scenę erotyczną

Gdy sądzono, że małżeństwa nie da się utrzymać rozdzielano się. Liczba rozwodów znacznie się zwiększyła po II wojnie punickiej. Także kobieta mogła występować o rozwód w uzasadnionych przypadkach – na przykład mogła sobie poszukać innego mężczyzny gdy mąż był zbyt długo na wojnie, a w końcu wystarczającym powodem stał się sam fakt powołania męża do wojska. W czasach Cesarstwa Rzymskiego do rozwodu wystarczyło zwykłe objawienie woli jednego z małżonków.
Gdy małżeństwo było w rozłamie – nie było zadowalające ze względów fizycznych lub innych – rozdzielenie często aranżowano w pokojowy sposób poprzez przekazanie żony przyjacielowi. Tego typu „przekazanie” nie miało charakteru przymusu, sprzedaży czy kuplerstwa – było jedynie sposobem na przyjacielskie uregulowanie spraw między trojgiem zaangażowanych ludzi i najczęściej jedynie przypieczętowywało cudzołóstwo żony. Ponadto w późniejszym czasie nie można już było przekazać żony bez jej zgody. Przykładowo Kanton Młodszy przekazał swą Marcję Hortensjuszowi uzasadniając to tym, że ten ostatni chce mieć z nią dzieci. Podobnie Klaudiusz ofiarował Liwię Oktawianowi (została ona później cesarzową).
Ponadto do zwyczaju należało „wypożyczanie” żony przyjacielowi. Małżeństwo oraz seks wykorzystywano w ten sposób do dbałości o związki polityczne i do pomnażania materialnego bogactwa.
Ogromne zróżnicowanie społeczne imperium rzymskiego sprawiało, że w różnych jego prowincjach uznawano różne formy małżeństwa. Na przykład u Germanów rozpowszechnione były małżeństwa kazirodcze. U Celtów uznawano w prawie obyczajowym osiem lub dziesięć rodzajów małżeństwa. Uznawane też były prawnie rozwody, jeśli zgadzały się obie strony. Kobiety w małżeństwie miały wysoką pozycję i znaczną swobodę seksualną. Uznawano też prawnie konkubinat.
Rzymianie uważali, że prawdziwy związek nie opiera się na korzyściach materialnych, lecz na przyjemności erotycznej. Jak poważnie Rzymianie traktowali seks, pokazuje także uzasadnienie masakry chrześcijan po pożarze Rzymu, jakim miał miejsce, za panowania cesarza Nerona, w 64 roku. Chociaż nie znaleziono żadnych dowodów na to, że to oni właśnie byli sprawcami pożaru, prześladowano ich i mordowano twierdząc, że przejawiają „nienawiść do rodzaju ludzkiego”. Była to aluzja do wrogiej postawy chrześcijan wobec seksu i do ich nowego pojęcia moralności.

## Małżeństwo w kulturach germańskich
Podobnie jak u Greków i Rzymian, także u Germanów istniały obok siebie różne formy legalnych związków seksualnych – oparte na wymianie posagów małżeństwo opiekuńcze (Muntehe), Friedelehe oraz konkubinat (Kebsehe). Muntehe zawierano pomiędzy opiekunem narzeczonej a narzeczonym. Ten ostatni wnosił do małżeństwa mienie (Mentschatz), a narzeczona posag. Związek nabierał mocy prawnej po skonsumowaniu oglądanym przez świadków. Małżeństwo opiekuńcze można było rozwiązać tylko pod określonymi warunkami. Friedelehe natomiast opierało się nie na wymianie majątków, lecz na wzajemnej skłonności. Zawierane było, gdy nie miało znaczenia, czy małżonkowie są takiego samego stanu, tzn. gdy na przykład żona należała do stanu wyższego niż mąż i gdy mąż nie miał sprawować pieczy (Munt) nad jej majątkiem. Konkubinat zawierano między wolnymi mężczyznami a niewolnicami. Kobieta nie zyskiwała żadnych praw, lecz mężczyzna zapewniał sobie prawo do kontaktów seksualnych. Germanie traktowali więc małżeństwo jako środek do regulacji potrzeb ekonomicznych, pozwalając przy tym życiu erotycznemu chadzać własnymi drogami.

## Małżeństwo w kulturze zachodniej
Współczesne małżeństwo cywilizacji zachodniej i prawosławnej, ma długą historię. Sięga korzeniami do kilku bardzo różnych kultur starożytnych, szczególnie do kultury Starożytnego Rzymu, judajskiej i germańskiej. Wraz z upływem wieków małżeństwo zachodnie kształtowane było przez średniowieczną doktrynę Kościoła, żądania wysunięte przez protestantów w czasach reformacji oraz społeczny wpływ rewolucji przemysłowej.
Poprzez znaczną część historii świata zachodniego małżeństwo nie było jedynie osobistą sprawą męża i żony, ale raczej miało charakter układu pomiędzy rodzinami. Większość małżeństw była aranżowana przez rodziny. Żona w takich związkach miała zwykle znacznie mniej praw niż jej mąż i oczekiwano, że będzie mu podległa. Małżeństwo w znaczącym zakresie stanowiło związek o charakterze ekonomicznym. Nie miał on nic wspólnego z miłością romantyczną i nawet zwykłe uczucia nie miały znaczenia. Do najważniejszych małżeńskich powinności zaliczała się prokreacja i współpraca. W kulturze zachodniej naszej ery na wiele wieków przyjął się zakaz rozwodów, co kontrastuje ze zwyczajami starożytnych, gdzie rozwód uzyskać można zwykle było bardzo łatwo (mężczyzna miał na ogół znaczną przewagę nad kobietą – mógł po prostu odprawić swoją żonę, ale w wielu przypadkach również żona mogła ubiegać się o rozejście). W starożytnym Rzymie para mogła rozwieść się także za obopólną zgodą – w wielu krajach europejskich do dziś jest to niemożliwe. Zwraca też uwagę fakt, że w kulturze zachodniej małżeństwo jawiło się zawsze jako oczywista konieczność, a na osoby stanu wolnego prawie wywierano nacisk by weszły w związek małżeński (nacisk taki nieco złagodniał, przynajmniej na jakiś czas, pod wpływem większości chrześcijań, którzy za szczególną cnotę uznało celibat).
Zasada nierozwiązywalności małżeństwa w pierwszych wiekach n.e. obowiązywała tylko we wspólnotach chrześcijańskich, nie dotyczyła większości obywateli Rzymu. Miało to następstwa demograficzne i gospodarcze. Wzrost małżeństw bezdzietnych spowodował niższy przyrost ludności w gminach chrześcijańskich. Prawo antyczne opierało się na dziedziczeniu w linii męskiej – dlatego, jeśli nie było męskiego potomka, pojawiły się problemy prawne z przekazywaniem spadku. Był to jeden z powodów, dla którego chrześcijaństwo przez długi czas pozostawało tylko religią ubogich.

### Małżeństwo w chrześcijaństwie

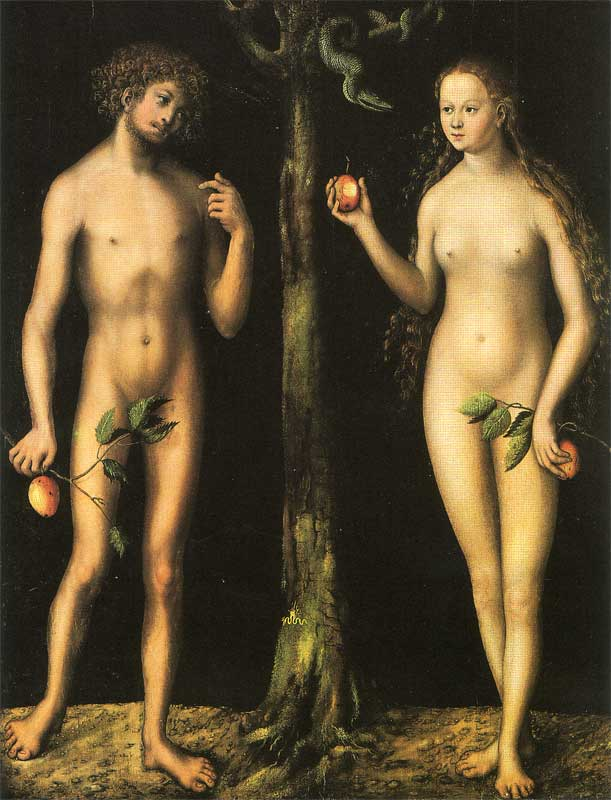
Adam i Ewa – obraz Lucasa Cranacha z około 1513/1515 roku, olej na drewnie, Würzburg, Mainfränkisches Museum

### Do średniowiecza
Pierwsze chrześcijańskie gminy wyznaniowe założone zostały w Palestynie i na obszarze Bliskiego Wschodu. Później, głównie dzięki działalności Pawła z Tarsu, zaczęły się rozpowszechniać w świecie hellenistycznym i w Cesarstwie Rzymskim. Reguły życia propagowane przez chrześcijaństwo były inne niż rzymskie. Teoretycznie, zgodnie z nauczaniem chrześcijańskim, małżeństwo powinno być monogamiczne, nierozerwalne, oparte na wierności, dozgonne: rozwód miał oznaczać grzech, a powtórne małżeństwo, jeśli partner małżeński jeszcze żył – cudzołóstwo.
W roku 313 cesarz Konstantyn wprowadził powszechną wolność religijną, a jego niektórzy następcy przekształcali chrześcijaństwo w religię uznawaną przez państwo, a z czasem wyznanie państwowe (szczególne znaczenie miało tu panowanie Teodozjusza). Od drugiej połowy IV wieku chrześcijańskie małżeństwo stało się instytucją oficjalnie popieraną przez państwo.
Ślubu kościelnego, w rozumieniu liturgii w świątyni przez wiele stuleci nie było. Belgijski teolog Edward Schillebeeckx OP podkreśla, że w pierwszych trzech wiekach brak jest świadectw regularnej praktyki błogosławienia związku przez duchownego. Edward Schillebeeck wykazuje, że w pierwotnym Kościele obrzęd zawierania małżeństwa należał do sfery świeckiej, rodzinnej, tzn. świeccy chrześcijanie, na mocy kapłaństwa powszechnego, przeżywali małżeństwo jako sakrament w domu. Na śluby kościelne przyszedł czas, kiedy zaczęto budować bazyliki. Jednak już Ignacy Antiocheński (30–107) wyraził wolę, by małżeństwo między ochrzczonymi nie dokonywało się inaczej jak za wiedzą biskupa. Pisali o tym w swych dziełach Klemens Aleksandryjski, Tertulian, Cyprian z Kartaginy, Jan Chryzostom, Augustyn z Hippony.

### Małżeństwo w średniowieczu
W średniowiecznej Europie małżeństwo było regulowane przez prawo kanoniczne, które uznawało za ważne tylko te małżeństwa, w których obie strony wyraziły wolę wzięcia drugiej strony odpowiednio za męża lub żonę. Nie było jednak konieczne by małżeństwo było zawierane przed jakimkolwiek kapłanem czy urzędnikiem.
W prawosławiu błogosławieństwo ślubne (małżeństwa prawosławnego) stało się obowiązkiem dopiero w IX wieku. Na Zachodzie, zasiadający w owym czasie na papieskim tronie Mikołaj I nie uważał by przy zawieraniu małżeństwa była potrzebna ceremonia kościelna.
Do X wieku związek małżeński, zawierany wśród ludzi szlachetnie urodzonych opierał się na umowie między rodzinami, miał charakter prywatny i świecki, ale nie religijny (Kościół nie miał prawa ingerować w taki związek). Dopiero w wiekach XI i XII nabrała wagi deklaracja woli małżonków, wyrażona w obecności kapłana. Zdaniem Philippe’a Ariès spory teologiczne sprawiły, że Kościół zdołał włączyć się w kontrolę małżeństw dopiero w XIII wieku (i dopiero wówczas narzucił ich nierozwiązywalność mimo sprzeciwów szlachty, ale bez oporów w społecznościach wiejskich). Jednakże aż po wiek XVI, a konkretnie do Soboru trydenckiego, uznawało się za ważne małżeństwo zawarte bez udziału księdza.
Na początku średniowiecza Kościół w Europie umocnił się, a kler – kardynałowie, biskupi i wspólnoty zakonne – począł zdobywać coraz większy wpływ na politykę, gospodarkę i społeczeństwo. W konsekwencji udało się, nawet jeśli bardzo powoli i nie wszędzie, rozpowszechnić i w pewnej mierze wymusić na terenie Europy ideał nierozerwalnego związku małżeńskiego. Tym samym miłość erotyczna została związana z jedyną legalną formą związku seksualnego – małżeństwem.

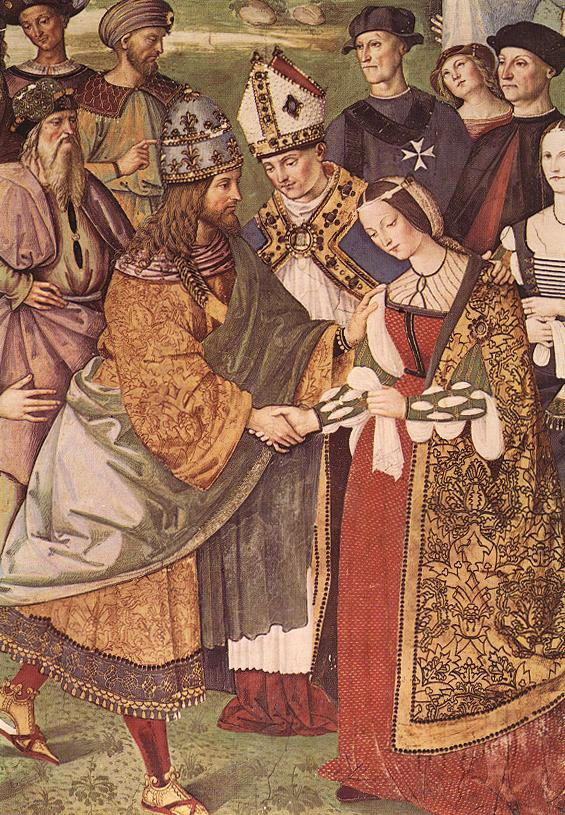
Obraz autorstwa Pinturicchio z lat 1502–1507. Późniejszy papież Pius II poznaje króla niemieckiego (późniejszego cesarza rzymsko-niemieckiego) Fryderyka III Habsburga z Eleonorą Aviz, córką króla Portugalii Edwarda I Aviza. W roku 1452, w wieku 37 lat, Fryderyk III poślubił 18-letnią Eleonorę Aviz, której posag (60 tys. guldenów) pozwolił mu na spłacenie części długów i umocnienie jego władzy.

Jeśli wcześniej o zawarciu związku małżeńskiego decydowały względy czysto ekonomiczne, to w myśl nauki chrześcijańskiej związek małżeński miał się opierać na zgodzie między małżonkami. Pomysł konsensusu znajdował wprawdzie nikłe zastosowanie w praktyce, ponieważ aż do XX wieku o zawarciu małżeństwa rozstrzygały względy materialne, społeczne i polityczne, mimo to opierając się na dogmatach chrześcijańskich odrzucano wpływ rodziny przy zawieraniu małżeństw i przyspieszano proces indywidualizacji małżeństwa. Małżeństwo wydostawało się powoli, ale skutecznie spod sfery wpływów rodziny i coraz bardziej było kontrolowane przez Kościół. Jednak przez całe średniowiecze utrzymywały się obok małżeństwa inne legalne i nielegalne związki seksualne, jak konkubinat, prostytucja, a także bardzo rozpowszechniony aż do XII wieku konkubinat księży, któremu wielu biskupów, a nawet papieży, zawdzięczało potomstwo.
Przepisy prawa kanonicznego określały wiek zawierania małżeństw na 12 lat dla dziewczynek i 14 lat dla chłopców. W praktyce dzieci zaślubiano jedynie w rodzinach monarszych lub bardzo bogatych, ubożsi musieli długo czekać, aż warunki ekonomiczne pozwolą im założyć rodzinę. Średnio zawierano małżeństwo po ukończeniu dwudziestego roku życia, czasem nawet powyżej trzydziestu lat. Mężczyźni z reguły później niż kobiety zawierali związki małżeńskie.
Początkowo Kościół zabraniał zawierania małżeństw tylko do czwartego stopnia pokrewieństwa po mieczu według rzymskiego systemu obliczeń. Najbardziej surowe zakazy panowały w X-XII w., kiedy to istniał zakaz zawierania małżeństw do siódmego stopnia według rachuby germańskiej, odpowiadającej mniej więcej czternastemu stopniowi rachuby rzymskiej. W 1215 r. Sobór laterański IV ograniczył do czwartego stopnia przeszkody wynikające z prawowitego pokrewieństwa i powinowactwa, a wynikające z powinowactwa nieprawego – do stopnia drugiego.
Dla szlachetnie urodzonych koniecznością życiową było zawieranie i rozwiązywanie małżeństw zgodnie z interesami politycznymi i ekonomicznymi. Z tego powodu nie zwracali uwagi na poglądy Kościoła na małżeństwo. W XIII wieku udało się Kościołowi przeforsować te ułatwienia szlachcie. Brak instytucji rozwodu obchodzony był różnymi formami unieważnienia małżeństwa, które jednak możliwe było tylko w niektórych wypadkach i tylko za opłatą na rzecz Kościoła.
W ramach systemu feudalnego (podobnie jak wasal wobec seniora czy poddany wobec pana) wzorowa małżonka musiała: kochać, służyć i doradzać mężczyźnie, któremu ją oddano, i czynić to lojalnie, bez kłamstw. Mąż traktował żonę jak część swoich dóbr. Niektórzy mężowie, którzy jako rycerze, uczestniczyli w wyprawach krzyżowych mieli w zwyczaju zabezpieczać czystość swojej żony poprzez zakucie jej w pas cnoty. Kobiety zawsze były narażone na akty przemocy ze strony mężów. Bicie żon do krwi było swego rodzaju utartym sposobem zachowania.
W niektórych regionach Francji i Włoch praktykowano przez pewien czas prawo pierwszej nocy. W późniejszym czasie zwyczaj ten przekształcił się w pretekst do ściągania opłat od wasala, a następnie nabrał charakteru mitu i był wykorzystywany jako argument w rozgrywkach politycznych.
W małżeństwie ze sfer wyższych seks traktowano jako czyste spełnianie obowiązku. Małżonkowie utrzymywali dystans uczuciowy wobec siebie, wszelkie czułości pomiędzy nimi były przedmiotem kpin. Dla namiętności nie było w małżeństwie miejsca, a dochodziła do głosu, lirycznie wyidealizowana i mocno przesadzona, w dworskiej poezji miłosnej, której przedmiotem były zamężne, nieosiągalne kobiety.
Dwór pogardzał wiernością małżeńską, a Kościół nie potrafił ukrócić jej seksualnej swobody ani zapobiec orgiom. Na europejskich dworach kwitły prostytucja i obyczaj otaczania się utrzymankami. Większy wpływ Kościół uzyskał na prosty lud. Tutaj złamanie przysięgi małżeńskiej mogło być karane zgodnie z prawem kościelnym – jak choćby ekskomuniką, lub z prawem świeckim – chłostą lub nawet śmiercią zadaną przez małżonka. Kwitnące w nowo powstałych miastach i niejednokrotnie wspierane przez władze domy publiczne oraz łaźnie erotyczne zostały w późnym średniowieczu pozamykane.

### Małżeństwo od XVI do XIX wieku
Reformacja protestancka w XVI stuleciu odrzuciła dominującą wcześniej koncepcję małżeństwa razem z wieloma innymi doktrynami katolickimi. Marcin Luter zadeklarował, że małżeństwo jest sprawą ziemską..., która przynależy do sfery państwowej. Podobną opinię wyrażał pastor protestancki i teolog genewski Jan Kalwin. Wydał on dekret, zgodnie z którym aby para mogła być uznana za małżeństwo musiała się zarejestrować u władz państwowych po przeprowadzeniu ceremonii kościelnej.
Purytanie angielscy w XVII stuleciu uchwalili nawet ustawę parlamentarną stanowiącą, że małżeństwo nie jest sakramentem i wkrótce potem małżeństwo przybrało charakter czysto świecki. Ceremonia odbywała się nie przed ministrem, lecz sędzią pokoju. Rostorianie znieśli to prawo i powrócili do starego systemu małżeństw, ale Purytanie przynieśli swoją koncepcję małżeństwa też do Ameryki, gdzie się przyjęła. Marcin Luter i inni protestanci zredukowali też liczbę różnych zakazów. Pokrewieństwo i pokrewieństwo duchowe przestało być przeszkodą dla związku małżeńskiego, zawężono pojecie „więzów krwi”. Tak więc nawet małżeństwa pomiędzy kuzynami pierwszego stopnia stały się możliwe.
Inną sporną sprawą był rozwód. W przeciwieństwie do doktryny przyjętej w Kościele katolickim, reformatorzy protestanccy nie wierzyli w nierozwiązywalność małżeństwa i dopuszczali rozwód w szczególnych okolicznościach. Purytanin John Milton i jego Doktryna i dyscyplina rozwodów z 1643 roku nawet zalecała by samodzielnie się rozwodzić bez angażowania w to Kościoła czy państwa. Dla Johna Miltona małżeństwo pozostawało całkowicie kwestia pełnego dopasowania obu partnerów. Tam gdzie brakowało miłości wzajemnej małżeństwo było pozorem i musiało być rozwiązane. Jednakże ta filozofia była zbyt postępowa jak na owe czasy. Co prawda parlament angielski zaczął przyznawać rozwody, ale procedura była na tyle skomplikowana i kosztowna, ze tylko kilka par mogło z niej skorzystać.
W Anglii małżeństwa oparte na zgodzie wzajemnej, bez ceremonii ślubnej, nazywano małżeństwami prawa wspólnego i były dozwolone także po tym jak Henryk VIII zerwał z Rzymem. Instytucja małżeństwa regulowanego tak jak w prawie kanonicznym została w Anglii zniesiona wraz z wprowadzeniem w życie Prawa Małżeńskiego Lorda Hardwicke’a w 1753 roku. Prawo to wprowadziło wymóg, zgodnie z którym aby małżeństwo było uznane za ważne i zarejestrowane należało przeprowadzić oficjalną ceremonie w Kościele (wyznaniu) uznawanym przez państwo (np. Kościele Anglii, wyznaniu kwakrów czy wyznaniu żydowskim). Wszelkie inne formy małżeństw zostały zakazane. Dzieci, które urodziły się w związkach niezalegalizowanych, zgodnie ze wspomnianym prawem, nie mogły dziedziczyć własności swoich rodziców. Te zmiany nie miały jednak wpływu na kolonie angielskie i dzięki temu małżeństwa prawa wspólnego nadal były możliwe w Stanach Zjednoczonych (do 1970 roku były uznawane w kilku stanach). Z przyczyn historycznych prawo to nie miało też zastosowania w Szkocji. W konsekwencji tego w Szkocji aż do 1940 roku do legalizacji małżeństwa wystarczyło, że mężczyzna i kobieta złożyli sobie wzajemne przyrzeczenie przed świadkami. Doprowadziło to rozwoju całej branży „szybkich małżeństw” w Szkockich miastach położonych na granicy z Anglią (znane z tego było szczególnie miasto Gretna Green).
Wpływ reformacji umocnił ideał surowej moralności seksualnej. Od drugiej połowy XVI wieku państwo i Kościół zaczęły wspólnie występować przeciwko nieformalnie zawartym związkom.
Po reformacji nawet z ambony zaczęto propagować małżeństwa podwójne, celem zasiedlenia obszarów wyludnionych po wojnie. Przy znacznym deficycie mężczyzn nie starczały nawet małżeństwa podwójne. W XVII wieku po wyludnieniu kraju w wyniku epidemii, rząd Islandii zadeklarował, że każda dziewczyna może sobie pozwolić na 6 dzieci z nieprawego łoża bez uszczerbku dla swej czci. Efekt akcji był tak wielki, że wkrótce można było odwołać ten dekret.
Kościół katolicki pod koniec XVI w. wprowadził instytucję ksiąg metrykalnych (na swoje potrzeby), księgi takie zaczęły też prowadzić inne wyznania.
O zawarcie małżeństwa pertraktowano przez pośredników – swatów. W wielu miastach działali oni zawodowo, kobiety i mężczyźni znający rynek matrymonialny regionu. Często roli swatów podejmowali się krewni lub przyjaciele rodziny. Załatwianie pertraktacji przez pośredników ułatwiało ich prowadzenie i łagodziło stresy ewentualnej porażki. Małżeństwo przypieczętowywały okazałe ceremonie ślubne.
W przeciwieństwie do szlachty, niemajętny lud nie miał prawa do zawierania małżeństw i tym samym znalazł się w kłopotliwym położeniu. Niewolnikom i nędzarzom, parobkom i dziewkom, służącym, czeladnikom, żołnierzom i członkom innych grup społecznych nie wolno było zawierać małżeństw lub też wymagało to specjalnego zezwolenia. Biedocie zabraniano zatem surowo zawierania zawiązków małżeńskich, a zakaz ten przetrwał aż do XIX wieku.
Chłopi i rzemieślnicy należeli do warstwy społecznej posiadającej własności i z tego powodu droga do małżeństwa stała dla nich otworem. Także oni pobierali się prawie wyłącznie w obrębie swojej warstwy i na podstawie interesów ekonomicznych. Ziemia, bydło, posag odgrywały decydującą rolę i dlatego małżeństwa zawierane między krewnymi nie należały do rzadkości, ponieważ w ten sposób majątek mógł pozostać w rodzinie. W warstwie rzemieślniczej zawieranie małżeństw podlegało prawom cechowym. W niektórych cechach wdowa po rzemieślniku, aby nie stracić warsztatu, była nawet zobowiązana do poślubienia jednego z czeladników. Chłopi i rzemieślnicy raczej nie sprzeciwiali się chrześcijańskiemu przykazaniu nierozerwalności małżeństwa, ponieważ stabilizacja małżeństwa stanowiła warunek stabilności całej wiejskiej społeczności. Lecz i w tych stanach, seks miał służyć wyłącznie rozmnażaniu się, a w żadnym wypadku nie przyjemności. Pożycie seksualne jako spełnienie małżeńskiego obowiązku powinno być dyskretne, odbywające się w milczeniu i w ukryciu. Wszelkie inne podejście do życia seksualnego Kościół potępiał jako grzeszne.
Potoczne wyobrażenia współczesnych o dawnych obyczajach małżeńskich w znacznej mierze opierają się na literackich wizjach powieściopisarzy. Te często romantyczne wizje jednak daleko odbiegają od rzeczywistości. Jak wskazują historycy merkantylne podejście do małżeństwa stanowiło charakterystyczny rys obyczajowości szlacheckiej w XVII i XVIII wieku. Choćby w Polsce małżeństwa zawierane wśród szlachty i magnatów bywały niedobrane nie tylko ze względu na różnicę wieku współmałżonków, gorzej było, jeśli któraś ze stron cierpiała na poważną chorobę fizyczną czy psychiczną. W dążeniu do realizacji ambitnych planów żeniono się bowiem lub wydawano panny za mąż nawet za jednostki nienormalne, kalekie, cierpiące na rozmaite nerwice i psychozy. W wieku XVII związki małżeńskie stały się jeszcze bardziej zmerkantylizowane. Spotyka się co prawda w źródłach informacje świadczące o tym, że wiele małżeństw szlacheckich, a także i magnackich łączyło serdeczne uczucie. W języku staropolskim żonę określano mianem dożywotniego przyjaciela. Widziano w niej nie tyle kochankę ile właśnie powiernika, dożywotniego współtowarzysza doli i niedoli. Szczególnie w polskiej obyczajowości szlacheckiej kobieta cieszyła się poważną pozycją co dziwiło nieraz cudzoziemców. Tym niemniej uczucie w tych czasach odgrywało dużo mniejszą rolę niż to miało miejsce w późniejszych strukturach obyczajowych XIX i XX wieku.
Można przyjąć, że w okresie od końca średniowiecza do połowy XVIII w., 80–95% mężczyzn, którzy osiągnęli lub przekroczyli wiek dojrzałości (wszędzie ustalony na 14 lat), to są żonaci i wdowcy.

### Małżeństwo w XIX wieku
Małżeństwo w majestacie prawa (tzw. „małżeństwo cywilne” lub „małżeństwo świeckie”) to małżeństwo zawarte w obecności urzędnika państwowego. Małżeństwo cywilne wprowadzono w niektórych regionach Europy w XVI w., w większości państw nastąpiło to jednak dopiero w wieku XIX. W większości krajów europejskich małżeństwo wymagało ceremonii religijnej do czasu rewolucji francuskiej.
We Francji w 1787 roku król Ludwik XVI wprowadził śluby cywilne dla protestantów. W 1792 wprowadzono we Francji jedynie cywilną formę zawierania małżeństwa (podobnie regulował tę kwestię Kodeks Napoleona). Od 1792 roku, wraz z Rewolucją Francuską, ceremonie religijne we Francji zeszły na drugi plan – nadal mogły być przeprowadzane, ale tylko gdy para zawarła już małżeństwo cywilne. Później Napoleon rozprzestrzenił ten zwyczaj w innych krajach europejskich.
Po debatach we wrześniu 1792 roku wprowadzono też instytucję świeckiego rozwodu, dla którego uzyskania wystarczała prosta deklaracja stron. Było to znacznie więcej, niż gwarantowały swym obywatelom państwa protestanckie, gdzie rozwód był dopuszczalny, lecz ze względu na kosztowną i przewlekłą procedurę był przywilejem bogatych). Rozwiązanie takie miało wzmocnić rodzinę – rewolucja nie tolerowała bowiem pragmatycznych rozwiązań dawnej epoki, w szczególności zinstytucjonowanego wiarołomstwa. Prawo rozwodowe zostało uchylone wraz z powrotem na tron Burbonów co nie stanowiło jednak odnowy moralnej a jedynie powrót do przedrewolucyjnego zinstytucjonalizowanego wiarołomstwa.
W Niemczech Kodeks Napoleona (z 1804 roku) obowiązywał tylko na terenach podbitych przez wojska Napoleona. Wraz z upadkiem jego imperium w Niemczech zarzucono zawieranie małżeństw cywilnych. Jednak niektóre suwerenne kraje niemieckie wprowadziły małżeństwa cywilne, które były obligatoryjne (jak w modelu francuskim) lub opcjonalne co znaczy, że ceremonia kościelna wystarczała do zawarcia małżeństwa cywilnego. Małżeństwa cywilne pozwoliły na zawieranie związków pomiędzy osobami różnych wyznań, w tym różnych związków wyznaniowych w obrębie chrześcijaństwa. W Niemczech podobne podejście przyjęto w XIX wieku gdy Otto von Bismarck dążył do zmniejszenia wpływów Kościoła katolickiego. Po zjednoczeniu Niemiec w jedno imperium w 1871 roku, Reichstag przyjął w 1875 roku ustawę Cywilne prawo małżeńskie. Ustawa ta wpisywała się w politykę Kulturkampfu i została wprowadzona z inicjatywy Ottona von Bismarcka. Od tego czasu w Niemczech uznawane były tylko małżeństwa cywilne jednak, jeśli życzyła sobie tego para nowożeńców, mogły też się odbywać ceremonie religijne (do końca 2008 roku ceremonie religijne mogły mieć miejsce tylko wtedy gdy wcześniej przeprowadzono już ceremonię cywilną).
W Austrii ustawy z lat 1868 i 1870 przewidywały możliwość ślubów cywilnych.
W Anglii w 1863 roku zniesiono wymóg przeprowadzania ceremonii na forum religijnym i pozwolono na rejestracje małżeństw, które nie były zawierane przed kapłanem.
W czasach nowożytnych na początku nie istniały odrębne państwowe urzędy, które rejestrowałyby stan cywilny. Prowadzenie osobnej, świeckiej rejestracji, przyjęło się szerzej dopiero w końcu XVIII w. Tym sposobem proboszczowie w parafiach stawali się urzędnikami stanu cywilnego.
Wiek XIX przyniósł ze sobą gwałtownie postępującą urbanizację i przesunięcie akcentu mieszczańskiego ideału pracy na imperialistyczno-burżuazyjny ideał posiadania, co doprowadziło między innymi do ekonomizacji stosunków między płciami. Pieniądze stały się jedyną skalą wartości i to wpłynęło na życie seksualne, zwłaszcza rodzinne. Trzeba było zważać, by ożenić syna bogato, córki nie mogły bez zgody rodziców przedsiębrać jakichkolwiek kroków mogących doprowadzić do małżeństwa. Liczbę małżeństw ograniczał przymus ekonomiczno-społeczny. W domu mieszczańskim pojawiał się często faktyczny przymus celibatu, zaczął się okres polowań na posagi, przybywało zgorzkniałych ciotek – rezydentek i starych panien. Ideałem duchowym domu mieszczańskiego były trudne zasady społecznej konieczności.

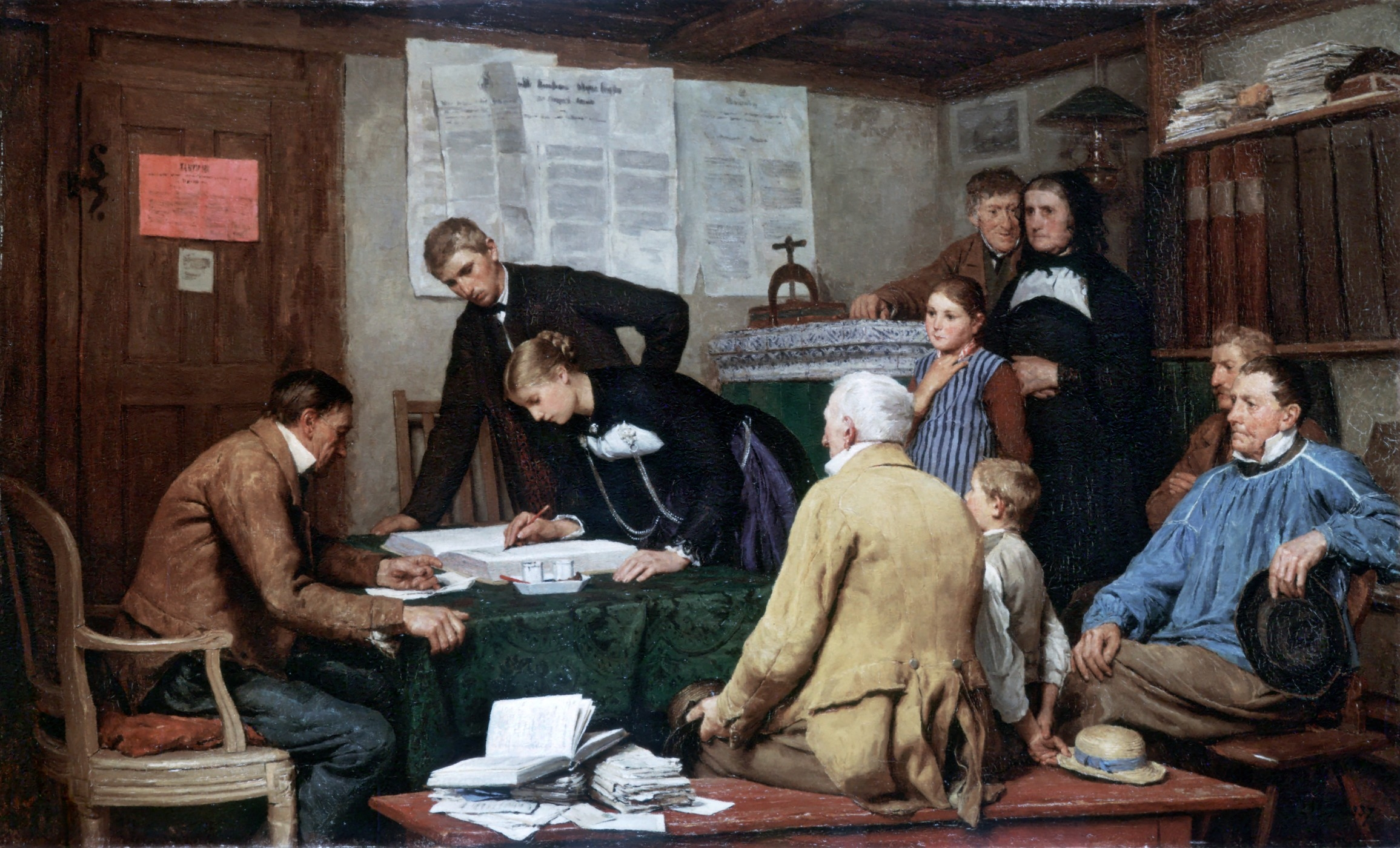
Para zawiera małżeństwo cywilne w XIX wiecznej Szwajcarii (obraz autorstwa Alberta Ankera, z 1887 roku)

Postępujące uprzemysłowienie spowodowało ostatecznie w XIX wieku zasadniczą przebudowę społeczeństwa. Pojawił się nowy rodzaj robotnika – robotnik najemny, a burżuazja zaczęła zdobywać coraz większą władzę i bogactwo, co z kolei doprowadziło do gruntownej przemiany pojmowania związków seksualnych.
Najpierw wśród chałupników, a później robotników najemnych nastąpiła zmiana w merkantylnym podejściu do małżeństwa. Ponieważ w tych grupach społecznych egzystencja nie zależała od posiadania ziemi czy pieniędzy, lecz od pracy własnych rąk, powodem zawarcia małżeństwa stawały się coraz częściej także uczucia. Wybór kandydata na małżonka zaczął zależeć teraz od skłonności ku niemu i od jego atrakcyjności, przynajmniej w wyobrażeniu partnerów, jako że wiązała ich wspólna walka o materialne przeżycie, która na miłość nie pozostawiała zbyt wiele miejsca. Dla rosnącej w siłę i względnie zamożnej burżuazji motywem zawarcia związku stała się pewnego rodzaju mieszanka materializmu i osobistej skłonności. Wprawdzie pieniądz także odgrywał decydującą rolę przy wyborze partnera, lecz partnerzy mieli się także lubić, a więc odczuwać skłonność ku sobie. To oczekiwanie, że małżonkowie powinni się kochać, było w historii czymś nowym. Umacniało je nieznane wcześniej rozdzielenie miejsca zamieszkania i pracy, ponieważ wraz z pojawieniem się tego nowego dystansu pomiędzy mężczyzną a kobietą przybrała także na sile idealizacja związku seksualnego. Rozdzielenie płci – poprzez tworzony dystans między dorastającymi chłopcami a dziewczętami oraz wychowanie zróżnicowane ze względu na płeć – umożliwiło idealizację miłości. Ponieważ chłopcy i dziewczęta wychowywani byli osobno, mogli marzyć o sobie nawzajem bez żadnych zahamowań i własnych doświadczeń.
Mieszczański ideał małżeństwa stanowi punkt zwrotny dziejów – przejście od małżeństwa zawartego z czysto materialnych pobudek do małżeństwa opartego na miłości. Warunki stawiane związkowi mężczyzny z kobietą, wcześniej spełniane albo w związku małżeńskim albo poza nim z różnymi partnerami, teraz miały być realizowane w małżeństwie i zawsze z jednym i tym samym partnerem. Najlepiej w rozsądnej kolejności: romantyczna miłość przed ślubem, a trzeźwy związek po nim – stąd pojęcie „małżeństwa z rozsądku”.
Jako przeciwstawienie do mieszczańskiego ideału małżeństwa z rozsądku propagowano w dobie romantyzmu ideał małżeństwa zawieranego wyłącznie z miłości. Uważano jedynym powodem zawarcia i trwania małżeństwa powinna być wzajemna miłość partnerów. Gdy miłość mijała traciło sens także małżeństwo. Wraz z tym ideałem narodziło się wyobrażenie jedynego i prawdziwego partnera. Ponieważ takiego partnera nie można było znaleźć na stałe człowiek był skazany na ponawianie prób i na pomyłki, powstało uzasadnienie ciągłej zmiany partnerów. W ten sposób upowszechniła się monogamia seryjna. Chrześcijański dogmat o małżeństwie, idea jego nierozerwalności, począł w wyniku tego procesu chwiać się stopniowo w posadach, a instytucja małżeństwa coraz bardziej uległa rozkładowi, ponieważ nie mogło ono sprostać wymogowi miłości.
Praktyka małżeństwa mieszczańskiego przyniosła podwójną moralność. Na II połowę XIX w.(czyli na tzw. epokę wiktoriańskią) przypada apogeum kultury drobnomieszczańskiej. Kultura mieszczańska pojawiła się najpierw w XVII wieku w Anglii, a następnie w XIX wieku rozprzestrzeniła się w Europie kontynentalnej oraz w Stanach Zjednoczonych. Obyczajowość tego okresu cechowała pruderia, która była jednak tylko fasadą. Mężczyźni powszechnie wiedli życie seksualne przedmałżeńskie i pozamałżeńskie odbywając stosunki z prostytutkami lub kobietami z warstw niższych (statystyki jeszcze w 1925 roku wykazują, że około 95% studentów miało pierwszy stosunek płciowy z prostytutką, w 1839 roku szacowano, że „dżentelmen wiktoriański” spotykał się z prostytutkami przeciętnie dwa do trzech razy w tygodniu). Wszelkie instynkty, którymi mężczyźni mieli się jakoby różnić od „czystych” kobiet, zaspokajane były poza moralnie doskonałym domostwem. Absurdem było czynienie tego samego z żoną, gdyż poniżało by to ją i pozbawiało by ją godności. Purytańscy strażnicy moralności uznawali rozpowszechnienie się prostytucji za czynnik pozytywny, ochraniający szczęście małżeńskie. Mieszczanin przeważnie nie okazywał zmysłowej skłonności do swej żony. Zmysłowość zawsze miała dla niego znamię „występku” i nieprzyzwoitego charakteru. Seks był „brudny” i nie przynależał do uświęconego i moralnego świata domowego. Zaspokojenie zmysłowe wyjątkowo rzadko miało miejsce w małżeństwie. W szczytowym okresie pruderii spółkowanie małżeńskie często wiązało się z poczuciem winy. W epoce wiktoriańskiej „przyzwoita” kobieta nie mogła w ogóle okazywać podniecenia seksualnego; co najwyżej w roli męczennicy mogła odbywać stosunki płciowe z mężem, tylko po to by mieć dzieci. Doszło więc do oddzielenia funkcji płodzenia i rozrodu od zaspokojenia seksualnego. Moralność mieszczańska zabraniała kobietom pokazywania się nago nawet własnemu mężowi. Koszule nocne były długie, sięgały aż do pięt i posiadały tylko otwór na wysokości narządów płciowych. Za nieprzyzwoitość uważano obmacywanie czy opukiwania ciała kobiety nawet przez lekarza. Dziewczynie z dobrego domu nie wypadało się przeglądać w lustrze, ani nawet w wodzie podczas kąpieli (lustrami za to wytapetowane były ściany domów publicznych). Kobiety nie znały własnego ciała, nie wolno im było nawet oglądać eksponatów anatomicznych w muzeach. Nie wypadało kobiecie wyjść na ulice z rozpuszczonymi włosami. W mieszczańskim środowisku noc poślubna była ciężkim przeżyciem. Dla żony była to trudna chwila inicjacji seksualnej, dokonanej przez męża mającego za sobą seksualne doświadczenia płatnej miłości. Stąd upowszechnił się zwyczaj podróży poślubnej, która miała oszczędzić rodzinie uczestnictwa w tak żenującej sytuacji. Sypialnię – miejsce celebracji małżeńskiego seksu traktowano jak sanktuarium a łóżko (nad którym zwykle wisiał krucyfiks) jak ołtarz, na którym odprawiało się wzniosły akt reprodukcji. Miłość uprawiano zwykle po ciemku, w pozycji misjonarskiej (lub kobieta klęczała bo taką pozycję lekarze zalecali jako ułatwiającą poczęcie) i bez szczególnej dbałości o doznania partnerki.
Purytanizm epoki wiktoriańskiej stworzył rozdźwięk pomiędzy koniecznością osiągnięcia najwyższego stopnia panowania nad sobą a niedoskonałością natury ludzkiej. Ograniczenie seksu wyłącznie do małżeństwa doprowadziło do gwałtownego wzrostu liczby domów publicznych (prostytucja w Europie nigdy nie była zjawiskiem bardziej powszechnym niż w tym okresie). Z czasem rosła krytyka mieszczańskiego ideału małżeństwa. Obyczaje typowe dla epoki wiktoriańskiej ulegały stopniowym przemianom na przełomie XIX i XX wieku i odeszły ostatecznie do lamusa wraz z nadejściem rewolucji seksualnej.

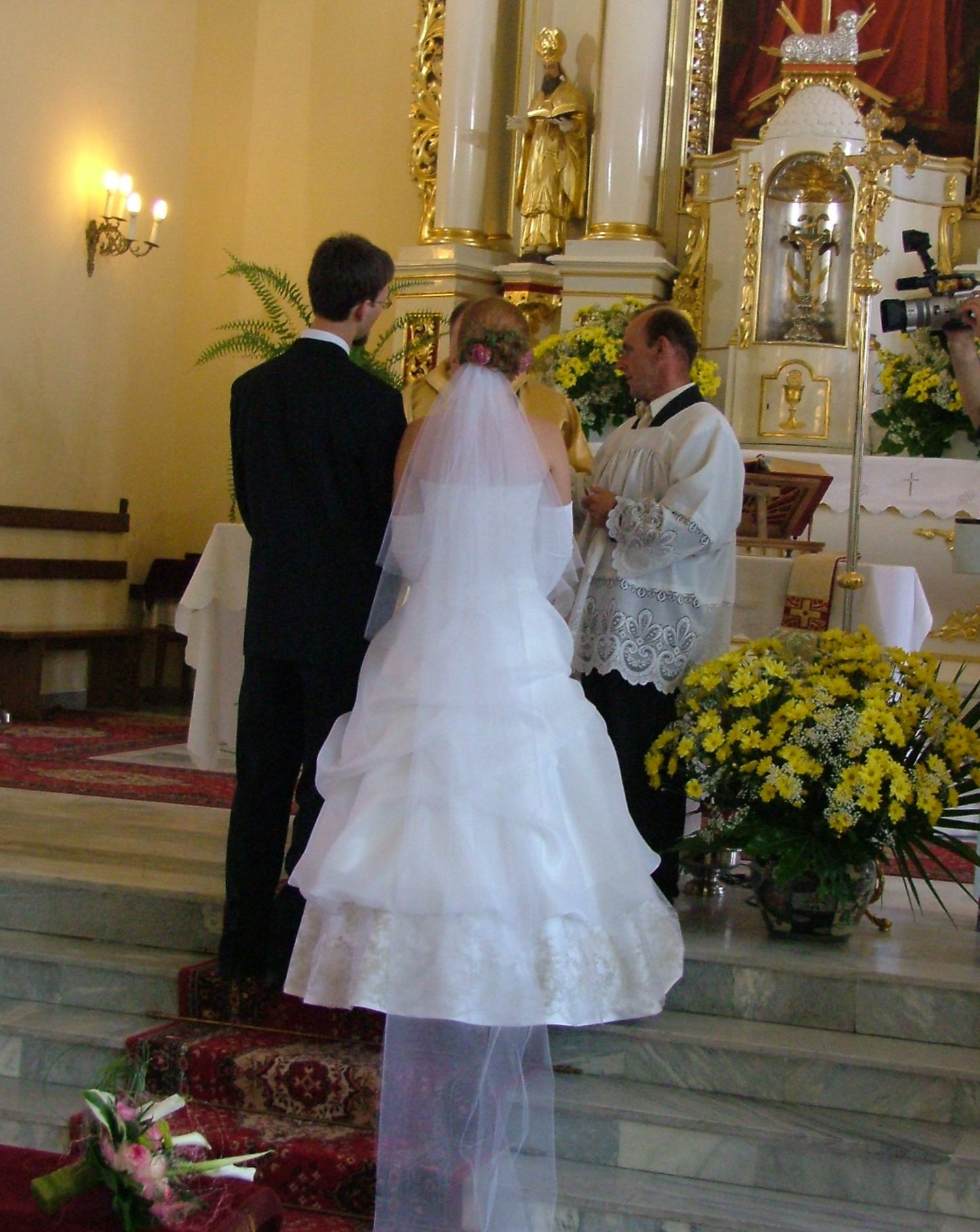
Para podczas współczesnej ceremonii zawierania małżeństwa w kościele obrządku rzymskokatolickiego w Międzyrzecu Podlaskim

### Małżeństwo w XX i XXI wieku
Socjaliści i marksiści nie interesowali się szczególnie sprawami seksualnymi ani nie mieli skrystalizowanej jednolitej doktryny w tym względzie. Z najbardziej wpływowych postaci Karol Marks był wzorowym, „klasycznym” mężem i ojcem i nie zajmował się tą problematyką a Fryderyk Engels pisząc w wieku 64 lat pracę O pochodzeniu rodziny, własności prywatnej i państwa wypowiedział się za miłością monogamiczną jako naturalną formą stosunków między płciami. Pogląd Engelsa przejęła rewolucja bolszewicka z Włodzimierzem Leninem na czele choć wielu rewolucjonistów uważało, iż Engels pozostawał pod zbyt silnym wpływem burżuazyjno-romantycznych ideałów małżeńskich (marksiści byli jednak zgodni w krytyce ograniczenia i skorumpowania jakie, ich zdaniem, na małżeństwo nakładała własność prywatna).
Reforma wprowadzona w Rosji Radzieckiej w 1917 roku wzorowała się na legislacji francuskiej z roku 1792, wprowadziła całkowitą sekularyzację małżeństwa, które zawierało się i rozwiązywało w drodze oświadczenia woli stron, podlegającej jedynie rejestracji administracyjnej. Powstałe warunki społeczne sprzyjały jednak konkubinatowi, który wypierał małżeństwo. De facto zniesiono instytucje monogamii i rodziny mieszczańskiej, ale Włodzimierz Lenin żądał jednak utrzymania rodziny. Po jego śmierci w 1927 roku wprowadzono nową kodyfikację, która miała uratować instytucję monogamicznego małżeństwa – w praktyce jednak wolną wspólnotę seksualną prawie zrównano z małżeństwem (przy zachowaniu formalnej monogamii faktycznie zalegalizowano wolną miłość) zapoczątkowując tzw. erę rozwodów „pocztówkowych” (rozwód udzielano po zgłoszeniu woli przez którąś ze stron w urzędzie, wystarczało oświadczenie jednej ze stron, o czym druga strona informowana była kartką pocztową). W 1936 roku wprowadzono nową ustawę o trwałości małżeństwa i do rozwodu była już potrzebna zgoda obu stron. Ostatecznie po kolejnych reformach prawa rozwodowego w 1936 i 1944 roku powrócono w istocie do klasycznego rozwodu sądowego, przez co stał się on o wiele trudniejszy.
Ostatecznie rewolucja proletariacka nie odmieniła w Rosji patriarchalnych stosunków panujących pomiędzy płciami. W totalitarnie rządzonym przez KPZR Związku Radzieckim unikano tematyki płci. Partia dbała o nierozerwalność rodziny i odpowiedni przyrost demograficzny, a państwo stało się wyjątkowo purytańskie – nawet zwyczajne życie seksualne pomiędzy małżonkami utrudniały ponadto fatalne warunki mieszkaniowe. Upadek systemu totalitarnego w II połowie XX wieku, z uwagi na brak feministycznego podłoża zmian obyczajowych jakie po nim nastąpiły, nie zmienił niskiej pozycji kobiet w tym kraju.
Trzecia Rzesza uznawała oficjalnie tylko seksualne czynności reprodukcyjne, ignorując natomiast przyjemność zmysłową. Więzy emocjonalne miały łączyć jednostkę z państwem, narodem i führerem, a nie z drugim człowiekiem. Według narodowego socjalizmu instytucja małżeństwa nie służyła do przeżywania indywidualnego szczęścia. Miłość nie była sprawą prywatną. W ideologii faszystowskiej gloryfikowano ją jako „świątynię” wyższych wartości. W praktyce III Rzeszy miała ona do spełnienia określone cele. Ażeby wesprzeć seksualność w służbie „ideologii rasowej” i poprzedzającej wojnę „bitwy o rozrodczość”, regulowano także życie płciowe, o którym decydowali sami partnerzy.
W XXI wieku obyczaje i hierarchie wartości uległy rozluźnieniu, seks przedmałżeński stał się powszedniejszy, a ustawodawstwo zareagowało na to liberalizacją przepisów. Małżeństwo przekroczyło oficjalnie granicę płci wskutek uznania małżeństw homoseksualnych. Możliwa jest także adopcja dzieci przez pary osób tej samej płci. Jeśli chodzi o współczesne związki rzeczywistość jest niezmiernie różnorodna. Przy zawieraniu małżeństwa partnerzy mogą kierować się ideałem materialnym, zdroworozsądkowym, romantycznym, religijnym lub mieszaniną ich wszystkich. Mogą żyć w związkach małżeńskich i pozamałżeńskich; heteroseksualnych i homoseksualnych. Znajdują się więc w położeniu, w którym muszą sami w dużej mierze zdefiniować podstawy swojego związku małżeńskiego. Małżeństwo przestało być sprawą rodziny, państwa czy Kościoła, a stało się wyłącznie sprawą pary i jej sposobu życia.

## Obyczajowość związana z małżeństwem w Polsce
Staropolską słowiańską formę ślubu małżeńskiego stanowiła swaćba (inaczej wesele) – uroczysta ceremonia zawarcia związku małżeńskiego, polegająca na złożeniu przysięgi przed bogami w obecności żercy lub swata.
W średniowiecznej Polsce powszechne były małżeństwa umowne, zawierane w drodze dwóch kolejnych umów świeckich: zmówin i zdawin. W 1197 nakazano w Polsce stosować kościelną formę zawierania małżeństwa. Kościół katolicki małżeństwa umowne uważał za tajne, jednak uznawał je za ważne do połowy XVI w. Do kościelnej formy zawierania małżeństw należały od 1215 roku zapowiedzi. Ślub miał się odbywać w kościele. Od czasu soboru trydenckiego w przypadku kościelnej formy zawierania małżeństwa – kapłan stawał się tzw. „świadkiem kwalifikowanym”. Wprowadzono też egzamin przedślubny ze znajomości katechizmu.
Zawarcie małżeństwa w Polsce kreowało również związek dwóch rodzin. Do soboru trydenckiego zawierano je nie przed kapłanem, lecz praktykując określone obrzędy pozwalające związek ten i seksualne współżycie dwojga ludzi traktować jako trwałe. Śluby kościelne w Polsce weszły do praktyki dopiero w XVI wieku. Nowym wymogom podporządkowały się przede wszystkim warstwy wyższe. Mieszkańcy wsi natomiast prawie aż do początków XIX wieku (chociaż niezwykle rzadko) stosowali tradycyjny obrzęd weselny, społecznie sankcjonujący nowo zakładaną rodzinę. Wesele w tradycji wsi polskiej najczęściej poprzedzały negocjacje pomiędzy rodzinami, mające charakter ekonomiczny. Każdy z etapów tych rozmów zaznaczany był rytuałem zgody. Właściwy zaś obrzęd dzielił się w zasadzie na trzy etapy: rozpleciny, pokładziny i oczepiny panny młodej. Był to klasyczny obrzęd przejścia z wyraźnie zaznaczonymi obrzędami wyłączenia i włączenia społecznego.
W XIX w. powstały na ziemiach polskich urzędy stanu cywilnego – najpierw w zaborze pruskim. W dwudziestoleciu międzywojennym zachowane zostały systemy rejestracji z poszczególnych byłych państw zaborczych. Polski projekt Lutostańskiego z 1929 roku dawał nupturientom (przyszłym małżonkom) możliwość wyboru formy zawarcia małżeństwa. Przewidywał świecką koncepcję małżeństwa jako umowy cywilnej, nie wszedł on jednak w życie na skutek silnego oporu ze strony hierarchów Kościoła katolickiego. W Polsce w roku 1998 wprowadzono dodatkowo i nieobowiązkowo ślub konkordatowy (czyli ślub wyznaniowy, który ma jednocześnie status ślubu cywilnego).